# IV liga polska w piłce nożnej (2018/2019)
IV liga 2018/2019 – 11. edycja rozgrywek piątego poziomu ligowego piłki nożnej mężczyzn w Polsce po reorganizacji lig w 2008. Startuje w nich 144 drużyny, grając w 20 grupach systemem kołowym. Sezon ligowy rozpoczął się w sierpniu 2018, ostatnie mecze rozegrane zostaną w czerwcu 2019 roku.

## Zasięg terytorialny grup
| grupa I           | grupa II            | grupa III                | grupa IV           | grupa V                 |
| ----------------- | ------------------- | ------------------------ | ------------------ | ----------------------- |
|                   |                     |                          |                    |                         |
| woj. dolnośląskie | woj. dolnośląskie   | woj. kujawsko-pomorskie  | woj. lubelskie     | woj. lubuskie           |
|                   |                     |                          |                    |                         |
| grupa VI          | grupa VII           | grupa VIII               | grupa IX           | grupa X                 |
|                   |                     |                          |                    |                         |
| woj. łódzkie      | woj. małopolskie    | woj. małopolskie         | woj. mazowieckie   | woj. mazowieckie        |
|                   |                     |                          |                    |                         |
| grupa XI          | grupa XII           | grupa XIII               | grupa XIV          | grupa XV                |
|                   |                     |                          |                    |                         |
| woj. opolskie     | woj. podkarpackie   | woj. podlaskie           | woj. pomorskie     | woj. śląskie            |
|                   |                     |                          |                    |                         |
| grupa XVI         | grupa XVII          | grupa XVIII              | grupa XIX          | grupa XX                |
|                   |                     |                          |                    |                         |
| woj. śląskie      | woj. świętokrzyskie | woj. warmińsko-mazurskie | woj. wielkopolskie | woj. zachodniopomorskie |

## Zasady spadków i awansów
IV liga jest szczeblem regionalnym, pośrednim między rozgrywkami grupowymi (III ligi) i okręgowymi (V ligi).
Mistrzowie grup uzyskają awans do III ligi, natomiast od czterech do sześciu ostatnich drużyn spadnie do odpowiedniej grupy okręgowej V ligi, przy czym liczba ta może zwiększyć się zależnie od liczby drużyn spadających z lig wyższych.

## Grupa I (dolnośląska wschód)

### Drużyny
W grupie występuje 16 zespołów, które walczą o miejsce premiowane udziałem w barażach o awans do III ligi, grupa III. Ostatnie zespoły spadną do klasy okręgowej.
| Uczestnicy poprzedniej edycji | Uczestnicy poprzedniej edycji | Uczestnicy poprzedniej edycji | Uczestnicy poprzedniej edycji |
| ----------------------------- | ----------------------------- | ----------------------------- | ----------------------------- |
| ŚL2                           | Śląsk II Wrocław              | 2                             |                               |
| BIE                           | Bielawianka Bielawa           | 3                             |                               |
| MAR                           | Sokół Marcinkowice            | 4                             |                               |
| GWB                           | Górnik Wałbrzych              | 5                             |                               |
| BAR                           | Unia Bardo                    | 6                             |                               |
| ŻER                           | Piast Żerniki                 | 7                             |                               |
| WIE                           | Sokół Wielka Lipa             | 8                             |                               |
| OZŚ                           | Orzeł Ząbkowice Śląskie       | 9                             |                               |
| PŚW                           | Polonia-Stal Świdnica         | 10                            |                               |
| PTR                           | Polonia Trzebnica             | 11                            |                               |
| KŁO                           | Nysa Kłodzko                  | 12                            |                               |
| WOŁ                           | MKP Wołów                     | 13                            |                               |

| Awans z ligi okręgowej | Awans z ligi okręgowej | Awans z ligi okręgowej | Awans z ligi okręgowej |
| ---------------------- | ---------------------- | ---------------------- | ---------------------- |
| grupa Wrocław          |                        |                        |                        |
| MDL                    | GKS Mirków/Długołęka   | 1                      |                        |
| OPR                    | Orzeł Prusice          | 2                      |                        |
| grupa Wałbrzych        |                        |                        |                        |
| PNR                    | Piast Nowa Ruda        | 1                      |                        |
| ZZA                    | Zjednoczeni Żarów      | 2                      |                        |

### Tabela
| Lp. | Drużyna                  | M  | Z  | R | P  | Bramki | Bramki | Różn. | Pkt | Uwagi                       | Bezpośrednio |
| --- | ------------------------ | -- | -- | - | -- | ------ | ------ | ----- | --- | --------------------------- | ------------ |
| 1   | Śląsk II Wrocław (M) (B) | 30 | 28 | 0 | 2  | 122    | 18     | +104  | 84  | Baraże o III ligę           |              |
| 2   | Górnik Wałbrzych1        | 29 | 21 | 6 | 2  | 74     | 24     | +50   | 69  | Drużyna wycofana            |              |
| 3   | Polonia-Stal Świdnica    | 30 | 20 | 5 | 5  | 56     | 25     | +31   | 65  |                             |              |
| 4   | Orzeł Prusice            | 30 | 16 | 4 | 10 | 61     | 49     | +12   | 52  |                             |              |
| 5   | Sokół Wielka Lipa        | 30 | 13 | 7 | 10 | 62     | 47     | +15   | 46  | WIE – MAR 1:1 MAR – WIE 2:2 |              |
| 6   | Sokół Marcinkowice       | 30 | 14 | 4 | 12 | 64     | 55     | +9    | 46  | WIE – MAR 1:1 MAR – WIE 2:2 |              |
| 7   | Bielawianka Bielawa      | 30 | 12 | 6 | 12 | 54     | 47     | +7    | 42  |                             |              |
| 8   | GKS Mirków/Długołęka     | 30 | 12 | 4 | 14 | 66     | 77     | −11   | 40  |                             |              |
| 9   | Piast Żerniki            | 30 | 11 | 6 | 13 | 55     | 49     | +6    | 39  | ŻER – PTR 1:1 PTR – ŻER 1:1 |              |
| 10  | Polonia Trzebnica        | 29 | 11 | 5 | 13 | 47     | 60     | −13   | 38  | ŻER – PTR 1:1 PTR – ŻER 1:1 |              |
| 11  | Unia Bardo               | 30 | 12 | 1 | 17 | 56     | 69     | −13   | 37  |                             |              |
| 12  | Piast Nowa Ruda          | 30 | 11 | 1 | 18 | 42     | 66     | −24   | 34  |                             |              |
| 13  | Orzeł Ząbkowice Śląskie1 | 30 | 9  | 5 | 16 | 43     | 68     | −25   | 32  |                             |              |
| 14  | MKP Wołów (S)            | 30 | 10 | 1 | 19 | 42     | 65     | −23   | 31  | Spadek do klasy okręgowej   |              |
| 15  | Zjednoczeni Żarów (S)    | 30 | 5  | 3 | 22 | 29     | 97     | −68   | 18  | Spadek do klasy okręgowej   |              |
| 16  | Nysa Kłodzko (S)         | 30 | 4  | 2 | 24 | 44     | 101    | −57   | 14  | Spadek do klasy okręgowej   |              |

### Baraże o III ligę
Po zakończeniu sezonu rozegrano mecze barażowe o miejsce w III lidze w sezonie 2019/2020 pomiędzy 1. drużyną IV ligi (grupa dolnośląska wschodnia) a 1. zespołem IV ligi (grupa dolnośląska zachodnia). Mecze odbyły się odpowiednio 12 i 15 czerwca 2019.
| 18.06.2019 | AKS Strzegom · Kamil Sadowski 52' | 1:3(0:0)Raport | Śląsk II Wrocław · 73' Mathieu Scalet · 83' Mikołaj Łazarowicz · 89' Mikołaj Kotfas | Widzów: 900 Sędzia: Marek Opaliński (Legnica) |
|            |                                   |                |                                                                                     |                                               |

| 15-06-2019, 18:00 | Śląsk II Wrocław · Mathieu Scalet 13' · Matieu Scalet 63' · Patryk Caliński 65' · Adrian Sobczak 78' · Grzegorz Kazimierowicz 81' · Maksym Wadach 87' | 4:1(1:1)Raport | AKS Strzegom · 16' (k) Dawid Domaradzki | Sędzia: Waldemar Socha (Jelenia Góra) |
|                   | |                |                                         |                                       |

Awans do III ligi w sezonie 2019/2020 uzyskał Śląsk II Wrocław.

## Grupa II (dolnośląska zachód)

### Drużyny
W grupie występowało 15 zespołów, które walczyły o miejsce premiowane udziałem w barażach o awans do III ligi, grupa III. Ostatnie zespoły spadły do klasy okręgowej.
| Uczestnicy poprzedniej edycji | Uczestnicy poprzedniej edycji | Uczestnicy poprzedniej edycji | Uczestnicy poprzedniej edycji |
| ----------------------------- | ----------------------------- | ----------------------------- | ----------------------------- |
| JĘD                           | Apis Jędrzychowice            | 1                             |                               |
| CH2                           | Chrobry II Głogów             | 3                             |                               |
| SZC                           | Orkan Szczedrzykowice         | 4                             |                               |
| CHO                           | Stal Chocianów                | 5                             |                               |
| ŚCI                           | Odra Ścinawa                  | 6                             |                               |
| GIE                           | Sudety Giebułtów              | 7                             |                               |
| JEL                           | Karkonosze Jelenia Góra       | 8                             |                               |
| WMI                           | Włókniarz Mirsk               | 10                            |                               |
| GRE                           | Sparta Grębocice              | 11                            |                               |
| WĄS                           | Orla Wąsosz                   | 12                            |                               |
| GZŁ                           | Górnik Złotoryja              | 13                            |                               |

| Awans z ligi okręgowej | Awans z ligi okręgowej    | Awans z ligi okręgowej | Awans z ligi okręgowej |
| ---------------------- | ------------------------- | ---------------------- | ---------------------- |
| grupa Legnica          |                           |                        |                        |
| PRO                    | Prochowiczanka Prochowice | 1                      |                        |
| RUD                    | Sparta Rudna              | 2                      |                        |
| grupa Jelenia Góra     |                           |                        |                        |
| RUS                    | Victoria Ruszów           | 1                      |                        |
| BBO                    | BKS Bobrzanie Bolesławiec | 2                      |                        |

Objaśnienia:
- Olimpia Kowary wycofała się przed rozpoczęciem rozgrywek.

### Tabela
| Lp. | Drużyna                   | M  | Z  | R | P  | Bramki | Bramki | Różn. | Pkt | Uwagi                     | Bezpośrednio |
| --- | ------------------------- | -- | -- | - | -- | ------ | ------ | ----- | --- | ------------------------- | ------------ |
| 1   | AKS Strzegom (M) (B)      | 28 | 21 | 4 | 3  | 75     | 22     | +53   | 67  | Baraże o III ligę         |              |
| 2   | Apis Jędrzychowice        | 28 | 21 | 2 | 5  | 83     | 33     | +50   | 65  |                           |              |
| 3   | Chrobry II Głogów         | 28 | 21 | 1 | 6  | 65     | 27     | +38   | 64  |                           |              |
| 4   | Odra Ścinawa              | 28 | 15 | 6 | 7  | 49     | 34     | +15   | 51  |                           |              |
| 5   | Górnik Złotoryja          | 28 | 14 | 6 | 8  | 49     | 38     | +11   | 48  |                           |              |
| 6   | Sparta Rudna              | 28 | 13 | 4 | 11 | 62     | 60     | +2    | 43  |                           |              |
| 7   | Orkan Szczedrzykowice     | 28 | 12 | 4 | 12 | 48     | 53     | −5    | 40  |                           |              |
| 8   | Karkonosze Jelenia Góra   | 28 | 10 | 8 | 10 | 51     | 39     | +12   | 38  |                           |              |
| 9   | Stal Chocianów            | 28 | 11 | 4 | 13 | 38     | 61     | −23   | 37  |                           |              |
| 10  | Prochowiczanka Prochowice | 28 | 11 | 3 | 14 | 56     | 59     | −3    | 36  |                           |              |
| 11  | Orla Wąsosz               | 28 | 10 | 3 | 15 | 51     | 50     | +1    | 33  |                           |              |
| 12  | Sparta Grębocice          | 28 | 9  | 3 | 16 | 60     | 78     | −18   | 30  |                           |              |
| 13  | BKS Bobrzanie Bolesławiec | 28 | 8  | 3 | 17 | 27     | 53     | −26   | 27  | Spadek do klasy okręgowej |              |
| 14  | Włókniarz Mirsk           | 28 | 4  | 3 | 21 | 22     | 63     | −41   | 15  | Spadek do klasy okręgowej |              |
| 15  | Victoria Ruszów           | 28 | 2  | 2 | 24 | 24     | 90     | −66   | 8   | Spadek do klasy okręgowej |              |

### Baraże o III ligę
Po zakończeniu sezonu rozegrano mecze barażowe o miejsce w III lidze w sezonie 2019/2020 pomiędzy 1. drużyną IV ligi (grupa dolnośląska wschodnia) a 1. zespołem IV ligi (grupa dolnośląska zachodnia). Mecze odbyły się odpowiednio 12 i 15 czerwca 2019.
| 18.06.2019 | AKS Strzegom · Kamil Sadowski 52' | 1:3(0:0)Raport | Śląsk II Wrocław · 73' Mathieu Scalet · 83' Mikołaj Łazarowicz · 89' Mikołaj Kotfas | Widzów: 900 Sędzia: Marek Opaliński (Legnica) |
|            |                                   |                |                                                                                     |                                               |

| 15-06-2019, 18:00 | Śląsk II Wrocław · Mathieu Scalet 13' · Matieu Scalet 63' · Patryk Caliński 65' · Adrian Sobczak 78' · Grzegorz Kazimierowicz 81' · Maksym Wadach 87' | 4:1(1:1)Raport | AKS Strzegom · 16' (k) Dawid Domaradzki | Sędzia: Waldemar Socha (Jelenia Góra) |
|                   | |                |                                         |                                       |

Awans do III ligi w sezonie 2019/2020 uzyskał Śląsk II Wrocław.

## Grupa III (kujawsko-pomorska)
W grupie występuje 18 zespołów, które walczą o miejsce premiowane awansem do III ligi, grupa II. Ostatnie zespoły spadają do klasy okręgowej.

### Drużyny
| Uczestnicy poprzedniej edycji | Uczestnicy poprzedniej edycji | Uczestnicy poprzedniej edycji | Uczestnicy poprzedniej edycji |
| ----------------------------- | ----------------------------- | ----------------------------- | ----------------------------- |
| IKU                           | Kujawianka Izbica Kujawska    | 2                             |                               |
| PBD                           | Polonia Bydgoszcz             | 3                             |                               |
| PGM                           | Pogoń Mogilno                 | 4                             |                               |
| SPB                           | Sparta Brodnica               | 5                             |                               |
| RYP                           | Lech Rypin                    | 7                             |                               |
| OAK                           | Orlęta Aleksandrów Kujawski   | 8                             |                               |
| NPA                           | Notecianka Pakość             | 9                             |                               |
| CUI                           | Cuiavia Inowrocław            | 10                            |                               |
| NOW                           | Wisła Nowe                    | 11                            |                               |
| CHC                           | Chełminianka Chełmno          | 12                            |                               |
| UNI                           | Unia Janikowo                 | 13                            |                               |
| LCH                           | Legia Chełmża                 | 14                            |                               |
| KOW                           | Kujawiak Kowal                | 15                            |                               |

| Spadek z III ligi 2017/2018 | Spadek z III ligi 2017/2018 | Spadek z III ligi 2017/2018 | Spadek z III ligi 2017/2018 |
| --------------------------- | --------------------------- | --------------------------- | --------------------------- |
| grupa II                    |                             |                             |                             |
| USK                         | Unia Solec Kujawski         | 17                          |                             |

| Awans z ligi okręgowej     | Awans z ligi okręgowej | Awans z ligi okręgowej | Awans z ligi okręgowej |
| -------------------------- | ---------------------- | ---------------------- | ---------------------- |
| grupa kujawsko-pomorska I  |                        |                        |                        |
| PTO                        | Pomorzanin Toruń       | 1                      |                        |
| BKS                        | BKS Bydgoszcz          | 2                      |                        |
| grupa kujawsko-pomorska II |                        |                        |                        |
| WŁK                        | Włocłavia Włocławek    | 1                      |                        |
| UGN                        | Unia Gniewkowo         | 2                      |                        |

### Tabela
| Lp. | Drużyna                     | M  | Z  | R  | P  | Bramki | Bramki | Różn. | Pkt | Uwagi                                                          | Bezpośrednio |
| --- | --------------------------- | -- | -- | -- | -- | ------ | ------ | ----- | --- | -------------------------------------------------------------- | ------------ |
| 1   | Unia Janikowo (M) (A)       | 34 | 21 | 8  | 5  | 76     | 30     | +46   | 71  | Awans do III ligi                                              |              |
| 2   | Orlęta Aleksandrów Kujawski | 34 | 19 | 8  | 7  | 70     | 38     | +32   | 65  |                                                                |              |
| 3   | Sparta Brodnica             | 34 | 18 | 9  | 7  | 54     | 36     | +18   | 63  |                                                                |              |
| 4   | Pogoń Mogilno               | 34 | 14 | 13 | 7  | 65     | 55     | +10   | 55  |                                                                |              |
| 5   | Cuiavia Inowrocław          | 34 | 15 | 6  | 13 | 67     | 56     | +11   | 51  | CUI - UGN 2:0 UGN - CUI 4:2                                    |              |
| 6   | Unia Gniewkowo              | 34 | 14 | 9  | 11 | 46     | 51     | −5    | 51  | CUI - UGN 2:0 UGN - CUI 4:2                                    |              |
| 7   | Kujawianka Izbica Kujawska  | 34 | 13 | 11 | 10 | 50     | 54     | −4    | 50  | IKU - RYP 3:0 RYP - IKU 1:3                                    |              |
| 8   | Lech Rypin                  | 34 | 14 | 8  | 12 | 72     | 54     | +18   | 50  | IKU - RYP 3:0 RYP - IKU 1:3                                    |              |
| 9   | Legia Chełmża               | 34 | 13 | 8  | 13 | 58     | 50     | +8    | 47  | LCH: 7 pkt, różn. +2 WŁK: 7 pkt, różn. +2 NPA: 2 pkt, różn. -4 |              |
| 10  | Włocłavia Włocławek         | 34 | 13 | 8  | 13 | 53     | 58     | −5    | 47  | LCH: 7 pkt, różn. +2 WŁK: 7 pkt, różn. +2 NPA: 2 pkt, różn. -4 |              |
| 11  | Notecianka Pakość           | 34 | 13 | 8  | 13 | 52     | 55     | −3    | 47  | LCH: 7 pkt, różn. +2 WŁK: 7 pkt, różn. +2 NPA: 2 pkt, różn. -4 |              |
| 12  | Chełminianka Chełmno        | 34 | 14 | 3  | 17 | 57     | 74     | −17   | 45  | CHC - BKS 3:2 BKS - CHC 1:4                                    |              |
| 13  | BKS Bydgoszcz               | 34 | 13 | 6  | 15 | 56     | 55     | +1    | 45  | CHC - BKS 3:2 BKS - CHC 1:4                                    |              |
| 14  | Pomorzanin Toruń            | 34 | 10 | 11 | 13 | 50     | 48     | +2    | 41  |                                                                |              |
| 15  | Polonia Bydgoszcz           | 34 | 11 | 5  | 18 | 58     | 64     | −6    | 38  | Spadek do klasy okręgowej                                      |              |
| 16  | Kujawiak Kowal              | 34 | 9  | 6  | 19 | 51     | 82     | −31   | 33  | Spadek do klasy okręgowej                                      |              |
| 17  | Wisła Nowe                  | 34 | 5  | 11 | 18 | 49     | 77     | −28   | 26  | Spadek do klasy okręgowej                                      |              |
| 18  | Unia Solec Kujawski         | 34 | 5  | 6  | 23 | 29     | 76     | −47   | 21  | Spadek do klasy okręgowej                                      |              |

## Grupa IV (lubelska)

### Drużyny
W grupie wystąpiło 16 zespołów, które walczyły o miejsce premiowane awansem do III ligi, grupa IV. Ostatnie zespoły spadły do klasy okręgowej.
| Uczestnicy poprzedniej edycji | Uczestnicy poprzedniej edycji | Uczestnicy poprzedniej edycji | Uczestnicy poprzedniej edycji |
| ----------------------------- | ----------------------------- | ----------------------------- | ----------------------------- |
| HET                           | Hetman Zamość                 | 2                             |                               |
| TTL                           | Tomasovia Tomaszów Lubelski   | 3                             |                               |
| LLU                           | Lewart Lubartów               | 4                             |                               |
| KOŃ                           | Powiślak Końskowola           | 5                             |                               |
| CHE                           | Kłos Chełm                    | 6                             |                               |
| LUB                           | Lublinianka Lublin            | 7                             |                               |
| WER                           | Kryształ Werbkowice           | 8                             |                               |
| ŁĘ2                           | Górnik II Łęczna              | 9                             |                               |
| BIŁ                           | Łada 1945 Biłgoraj            | 10                            |                               |
| WŁO                           | Włodawianka Włodawa           | 111                           |                               |
| ŻMU                           | Victoria Żmudź                | 12                            |                               |
| RYK                           | MKS Ryki                      | 13                            |                               |

| Awans z ligi okręgowej | Awans z ligi okręgowej | Awans z ligi okręgowej | Awans z ligi okręgowej |
| ---------------------- | ---------------------- | ---------------------- | ---------------------- |
| grupa Lublin           |                        |                        |                        |
| KOC                    | Polesie Kock           | 2                      |                        |
| grupa Biała Podlaska   |                        |                        |                        |
| ORŁ                    | Orlęta Łuków           | 1                      |                        |
| grupa Zamość           |                        |                        |                        |
| HTY                    | Huczwa Tyszowce        | 1                      |                        |
| grupa Chełm            |                        |                        |                        |
| SKR                    | Start Krasnystaw       | 1                      |                        |

Objaśnienia:
1. W lipcu 2018 roku Włodawianka Włodawa przejęła od Eko Różanka sekcję piłki nożnej mężczyzn.
2. Mistrz grupy lubelskiej, Wisła II Puławy, nie mógł awansować do IV ligi z uwagi na spadek pierwszego zespołu Wisły z II do III ligi, dzięki czemu do IV ligi awansował wicemistrz Polesie Kock.

### Tabela
| Lp. | Drużyna                     | M  | Z  | R | P  | Bramki | Bramki | Różn. | Pkt | Uwagi                       | Bezpośrednio |
| --- | --------------------------- | -- | -- | - | -- | ------ | ------ | ----- | --- | --------------------------- | ------------ |
| 1   | Hetman Zamość (M) (A)       | 30 | 28 | 0 | 2  | 117    | 22     | +95   | 84  | Awans do III ligi           |              |
| 2   | Lewart Lubartów             | 30 | 18 | 6 | 6  | 73     | 20     | +53   | 60  |                             |              |
| 3   | Lublinianka Lublin          | 30 | 17 | 6 | 7  | 58     | 29     | +29   | 57  |                             |              |
| 4   | Kryształ Werbkowice         | 30 | 17 | 5 | 8  | 60     | 42     | +18   | 56  |                             |              |
| 5   | Tomasovia Tomaszów Lubelski | 30 | 15 | 9 | 6  | 55     | 30     | +25   | 54  |                             |              |
| 6   | Powiślak Końskowola         | 30 | 15 | 5 | 10 | 68     | 47     | +21   | 50  |                             |              |
| 7   | Górnik II Łęczna            | 30 | 14 | 3 | 13 | 60     | 56     | +4    | 45  | ŁĘ2 - ŻMU 3:0 ŻMU - ŁĘ2 2:1 |              |
| 8   | Victoria Żmudź              | 30 | 13 | 6 | 11 | 49     | 47     | +2    | 45  | ŁĘ2 - ŻMU 3:0 ŻMU - ŁĘ2 2:1 |              |
| 9   | Kłos Chełm                  | 30 | 12 | 8 | 10 | 52     | 52     | 0     | 44  |                             |              |
| 10  | Łada 1945 Biłgoraj          | 30 | 11 | 6 | 13 | 51     | 50     | +1    | 39  |                             |              |
| 11  | Włodawianka Włodawa1        | 30 | 9  | 5 | 16 | 40     | 82     | −42   | 32  |                             |              |
| 12  | Orlęta Łuków                | 30 | 9  | 3 | 18 | 41     | 66     | −25   | 30  |                             |              |
| 13  | Huczwa Tyszowce             | 30 | 9  | 2 | 19 | 42     | 79     | −37   | 29  |                             |              |
| 14  | Polesie Kock (S)            | 30 | 5  | 8 | 17 | 33     | 63     | −30   | 23  | Spadek do klasy okręgowej   |              |
| 15  | Start Krasnystaw (S)        | 30 | 5  | 7 | 18 | 23     | 57     | −34   | 22  | Spadek do klasy okręgowej   |              |
| 16  | MKS Ryki (S)                | 30 | 2  | 3 | 25 | 26     | 106    | −80   | 9   | Spadek do klasy okręgowej   |              |

## Grupa V (lubuska)

### Drużyny
W grupie występuje 16 zespołów, które walczą o miejsce premiowane awansem do III ligi, grupa III. Ostatnie zespoły spadły do klasy okręgowej.
| Uczestnicy poprzedniej edycji | Uczestnicy poprzedniej edycji | Uczestnicy poprzedniej edycji | Uczestnicy poprzedniej edycji |
| ----------------------------- | ----------------------------- | ----------------------------- | ----------------------------- |
| TKO                           | Tęcza Krosno Odrzańskie       | 2                             |                               |
| ILR                           | Ilanka Rzepin                 | 3                             |                               |
| DRE                           | Lubuszanin Drezdenko          | 4                             |                               |
| PRZ                           | TS Przylep                    | 5                             |                               |
| CWI                           | Czarni Witnica                | 6                             |                               |
| ZBĄ                           | Syrena Zbąszynek              | 7                             |                               |
| DPR                           | Dąb Przybyszów                | 8                             |                               |
| KKO                           | Korona Kożuchów               | 9                             |                               |
| POG                           | Pogoń Świebodzin              | 10                            |                               |
| ANS                           | Arka Nowa Sól                 | 11                            |                               |
| SPR                           | Sprotavia Szprotawa           | 12                            |                               |
| OŚN                           | Spójnia Ośno Lubuskie         | 13                            |                               |
| BOD                           | Odra Bytom Odrzański          | 14                            |                               |

| Spadek z III ligi | Spadek z III ligi    | Spadek z III ligi | Spadek z III ligi |
| ----------------- | -------------------- | ----------------- | ----------------- |
| grupa III         |                      |                   |                   |
| FZG               | Falubaz Zielona Góra | 17                |                   |

| Awans z ligi okręgowej    | Awans z ligi okręgowej | Awans z ligi okręgowej | Awans z ligi okręgowej |
| ------------------------- | ---------------------- | ---------------------- | ---------------------- |
| grupa Gorzów Wielkopolski |                        |                        |                        |
| PSŁ                       | Polonia Słubice        | 1                      |                        |
| grupa Zielona Góra        |                        |                        |                        |
| CGU                       | Carina Gubin           | 1                      |                        |

### Tabela
| Lp. | Drużyna                      | M  | Z  | R  | P  | Bramki | Bramki | Różn. | Pkt | Uwagi                       | Bezpośrednio              |
| --- | ---------------------------- | -- | -- | -- | -- | ------ | ------ | ----- | --- | --------------------------- | ------------------------- |
| 1   | Falubaz Zielona Góra (M) (A) | 30 | 24 | 4  | 2  | 103    | 25     | +78   | 76  | Awans do III ligi           |                           |
| 2   | Dąb Przybyszów               | 30 | 19 | 6  | 5  | 72     | 40     | +32   | 63  |                             |                           |
| 3   | Carina Gubin                 | 30 | 18 | 4  | 8  | 47     | 25     | +22   | 58  |                             |                           |
| 4   | Tęcza Krosno Odrzańskie      | 30 | 17 | 5  | 8  | 75     | 52     | +23   | 56  |                             |                           |
| 5   | TS Przylep                   | 30 | 14 | 3  | 13 | 61     | 62     | −1    | 45  |                             |                           |
| 6   | Polonia Słubice              | 30 | 12 | 7  | 11 | 44     | 43     | +1    | 43  | PSŁ - ILR 1:0 ILR - PSŁ 1:2 |                           |
| 7   | Ilanka Rzepin                | 30 | 12 | 7  | 11 | 46     | 43     | +3    | 43  | PSŁ - ILR 1:0 ILR - PSŁ 1:2 |                           |
| 8   | Pogoń Świebodzin             | 30 | 11 | 6  | 13 | 56     | 51     | +5    | 39  |                             |                           |
| 9   | Korona Kożuchów              | 30 | 10 | 7  | 13 | 33     | 41     | −8    | 37  |                             |                           |
| 10  | Syrena Zbąszynek             | 30 | 9  | 9  | 12 | 51     | 52     | −1    | 36  |                             |                           |
| 11  | Spójnia Ośno Lubuskie        | 30 | 9  | 8  | 13 | 37     | 62     | −25   | 35  | OŚN - CWI 2:2 CWI - OŚN 0:1 |                           |
| 12  | Czarni Witnica (S)           | 30 | 10 | 5  | 15 | 44     | 65     | −21   | 35  | OŚN - CWI 2:2 CWI - OŚN 0:1 | Spadek do klasy okręgowej |
| 13  | Arka Nowa Sól (S)            | 30 | 10 | 3  | 17 | 53     | 59     | −6    | 33  |                             | Spadek do klasy okręgowej |
| 14  | Lubuszanin Drezdenko (S)     | 30 | 5  | 11 | 14 | 39     | 62     | −23   | 26  |                             | Spadek do klasy okręgowej |
| 15  | Odra Bytom Odrzański (S)     | 30 | 5  | 9  | 16 | 41     | 77     | −36   | 24  |                             | Spadek do klasy okręgowej |
| 16  | Sprotavia Szprotawa (S)      | 30 | 6  | 4  | 20 | 28     | 71     | −43   | 22  |                             | Spadek do klasy okręgowej |

## Grupa VI (łódzka)

### Drużyny
W grupie występuje 18 zespołów, które walczą o miejsce premiowane awansem do III ligi, grupa I. Ostatnie zespoły spadną do klasy okręgowej.
| Uczestnicy poprzedniej edycji | Uczestnicy poprzedniej edycji | Uczestnicy poprzedniej edycji | Uczestnicy poprzedniej edycji |
| ----------------------------- | ----------------------------- | ----------------------------- | ----------------------------- |
| WDZ                           | Warta Działoszyn              | 2                             |                               |
| POD                           | Ner Poddębice                 | 3                             |                               |
| KWI                           | LKS Kwiatkowice               | 4                             |                               |
| STR                           | Zjednoczeni Stryków           | 5                             |                               |
| OMG                           | Omega Kleszczów               | 6                             |                               |
| WZE                           | Włókniarz Zelów               | 7                             |                               |
| STN                           | Stal Niewiadów                | 9                             |                               |
| KUT                           | KS Kutno                      | 10                            |                               |
| PE2                           | Pelikan II Łowicz             | 11                            |                               |
| ORB                           | Orkan Buczek                  | 12                            |                               |
| CER                           | Ceramika Opoczno              | 13                            |                               |
| BZG                           | Boruta Zgierz                 | 14                            |                               |
| PIL                           | Pilica Przedbórz              | 16                            |                               |
| PAJ                           | Zawisza Pajęczno              | 171,2                         |                               |

| Spadek z III ligi 2017/2018 | Spadek z III ligi 2017/2018 | Spadek z III ligi 2017/2018 | Spadek z III ligi 2017/2018 |
| --------------------------- | --------------------------- | --------------------------- | --------------------------- |
| grupa I                     |                             |                             |                             |
| SDZ                         | Warta Sieradz               | 16                          |                             |

| Awans z ligi okręgowej     | Awans z ligi okręgowej    | Awans z ligi okręgowej | Awans z ligi okręgowej |
| -------------------------- | ------------------------- | ---------------------- | ---------------------- |
| grupa Łódź                 |                           |                        |                        |
| AWG                        | Andrespolia Wiśniowa Góra | 1                      |                        |
| grupa Piotrków Trybunalski |                           |                        |                        |
| RKS                        | RKS Radomsko              | 1                      |                        |
| grupa Sieradz              |                           |                        |                        |
| ZWO                        | Pogoń Zduńska Wola        | 1                      |                        |

Objaśnienia:
1. Olimpia Chąśno zrezygnowała z awansu do IV ligi, w to miejsce dodatkowo utrzymał się Zawisza Pajęczno.
2. Zawisza Pajęczno wycofała się po 1. kolejce.

### Tabela
| Lp. | Drużyna                   | M  | Z  | R  | P  | Bramki | Bramki | Różn. | Pkt | Uwagi                       | Bezpośrednio |
| --- | ------------------------- | -- | -- | -- | -- | ------ | ------ | ----- | --- | --------------------------- | ------------ |
| 1   | RKS Radomsko (M) (A)      | 32 | 26 | 4  | 2  | 81     | 17     | +64   | 82  | Awans do III ligi           |              |
| 2   | Warta Sieradz             | 32 | 24 | 6  | 2  | 82     | 28     | +54   | 78  |                             |              |
| 3   | KS Kutno                  | 32 | 20 | 5  | 7  | 72     | 39     | +33   | 65  |                             |              |
| 4   | Orkan Buczek              | 32 | 14 | 10 | 8  | 62     | 37     | +25   | 52  | ORB - OMG 1:1 OMG - ORB 2:2 |              |
| 5   | Omega Kleszczów           | 32 | 15 | 7  | 10 | 57     | 47     | +10   | 52  | ORB - OMG 1:1 OMG - ORB 2:2 |              |
| 6   | Zjednoczeni Stryków       | 32 | 15 | 5  | 12 | 44     | 36     | +8    | 50  |                             |              |
| 7   | LKS Kwiatkowice           | 32 | 13 | 9  | 10 | 47     | 45     | +2    | 48  | KWI - WZE 5:1 WZE - KWI 2:0 |              |
| 8   | Włókniarz Zelów           | 32 | 14 | 6  | 12 | 47     | 47     | 0     | 48  | KWI - WZE 5:1 WZE - KWI 2:0 |              |
| 9   | Ceramika Opoczno          | 32 | 14 | 5  | 13 | 36     | 44     | −8    | 47  |                             |              |
| 10  | Ner Poddębice             | 32 | 11 | 7  | 14 | 53     | 62     | −9    | 40  |                             |              |
| 11  | Warta Działoszyn          | 32 | 9  | 10 | 13 | 71     | 74     | −3    | 37  |                             |              |
| 12  | Andrespolia Wiśniowa Góra | 32 | 9  | 9  | 14 | 54     | 55     | −1    | 36  | AWG - ZWO 2:0 ZWO - AWG 0:0 |              |
| 13  | Pogoń Zduńska Wola        | 32 | 10 | 6  | 16 | 45     | 54     | −9    | 36  | AWG - ZWO 2:0 ZWO - AWG 0:0 |              |
| 14  | Boruta Zgierz             | 32 | 6  | 10 | 16 | 39     | 57     | −18   | 28  |                             |              |
| 15  | Pelikan II Łowicz         | 32 | 6  | 3  | 23 | 41     | 109    | −68   | 21  |                             |              |
| 16  | Stal Niewiadów (S)        | 32 | 2  | 12 | 18 | 31     | 67     | −36   | 18  | Spadek do klasy okręgowej   |              |
| 17  | Pilica Przedbórz (S)      | 32 | 3  | 8  | 21 | 52     | 96     | −44   | 17  | Spadek do klasy okręgowej   |              |
| -   | Zawisza Pajęczno1         | 0  | 0  | 0  | 0  | 0      | 0      | 0     | 0   | Drużyna wycofana            |              |

## Grupa VII (małopolska wschodnia)

### Drużyny
W grupie występowało 16 zespołów, które walczyły o miejsce w barażach, premiowane awansem do III ligi, gr. IV. Ostatnie zespoły spadły do klasy okręgowej.
| Uczestnicy poprzedniej edycji | Uczestnicy poprzedniej edycji | Uczestnicy poprzedniej edycji | Uczestnicy poprzedniej edycji |
| ----------------------------- | ----------------------------- | ----------------------------- | ----------------------------- |
| BAR                           | Barciczanka Barcice           | 1                             |                               |
| LIM                           | Limanovia Limanowa            | 2                             |                               |
| MAN                           | Lubań Maniowy                 | 3                             |                               |
| SNS2                          | Sandecja II Nowy Sącz         | 4                             |                               |
| BTA                           | Watra Białka Tatrzańska       | 5                             |                               |
| GOR                           | Glinik Gorlice                | 6                             |                               |
| BOC                           | Bocheński KS                  | 7                             |                               |
| PMU                           | Poprad Muszyna                | 8                             |                               |
| DRW                           | GKS Drwinia                   | 9                             |                               |
| TAR                           | Tarnovia Tarnów               | 10                            |                               |
| OPI                           | Olimpia Pisarzowa             | 111                           |                               |

| Spadek z III ligi 2017/2018 | Spadek z III ligi 2017/2018 | Spadek z III ligi 2017/2018 | Spadek z III ligi 2017/2018 |
| --------------------------- | --------------------------- | --------------------------- | --------------------------- |
| grupa IV                    |                             |                             |                             |
| UNT                         | Unia Tarnów                 | 16                          |                             |

| Awans z ligi okręgowej | Awans z ligi okręgowej | Awans z ligi okręgowej | Awans z ligi okręgowej |
| ---------------------- | ---------------------- | ---------------------- | ---------------------- |
| grupa Nowy Sącz        |                        |                        |                        |
| OSZ                    | Orkan Szczyrzyc        | 1                      |                        |
| SZA                    | LKS Szaflary           | 2                      |                        |
| grupa Tarnów I         |                        |                        |                        |
| OKO                    | Okocimski KS Brzesko   | 1                      |                        |
| grupa Tarnów II        |                        |                        |                        |
| DZA                    | Dunajec Zakliczyn      | 1                      |                        |

Objaśnienia:
1. Olimpia Pisarzowa wycofała się po rundzie jesiennej.

### Tabela
| Lp. | Drużyna                 | M  | Z  | R | P  | Bramki | Bramki | Różn. | Pkt | Uwagi                       | Bezpośrednio |
| --- | ----------------------- | -- | -- | - | -- | ------ | ------ | ----- | --- | --------------------------- | ------------ |
| 1   | Unia Tarnów (M) (B)     | 30 | 21 | 5 | 4  | 62     | 22     | +40   | 68  | Baraże o III ligę           |              |
| 2   | Limanovia Limanowa      | 30 | 20 | 3 | 7  | 75     | 30     | +45   | 63  |                             |              |
| 3   | Poprad Muszyna          | 30 | 19 | 5 | 6  | 60     | 38     | +22   | 62  |                             |              |
| 4   | Watra Białka Tatrzańska | 30 | 18 | 4 | 8  | 68     | 48     | +20   | 58  |                             |              |
| 5   | Sandecja II Nowy Sącz   | 30 | 17 | 6 | 7  | 64     | 38     | +26   | 57  |                             |              |
| 6   | Bocheński KS            | 30 | 12 | 8 | 10 | 47     | 44     | +3    | 44  |                             |              |
| 7   | Okocimski KS Brzesko    | 30 | 13 | 4 | 13 | 43     | 48     | −5    | 43  |                             |              |
| 8   | Glinik Gorlice          | 30 | 12 | 6 | 12 | 42     | 49     | −7    | 42  |                             |              |
| 9   | Lubań Maniowy           | 30 | 12 | 5 | 13 | 48     | 39     | +9    | 41  |                             |              |
| 10  | Tarnovia Tarnów         | 30 | 11 | 7 | 12 | 43     | 40     | +3    | 40  |                             |              |
| 11  | Orkan Szczyrzyc         | 30 | 11 | 6 | 13 | 41     | 57     | −16   | 39  | OSZ – BAR 1:0 BAR – OSZ 4:3 |              |
| 12  | Barciczanka Barcice     | 30 | 12 | 3 | 15 | 40     | 46     | −6    | 39  | OSZ – BAR 1:0 BAR – OSZ 4:3 |              |
| 13  | GKS Drwinia2            | 30 | 9  | 5 | 16 | 46     | 53     | −7    | 32  |                             |              |
| 14  | Dunajec Zakliczyn (S)   | 30 | 8  | 5 | 17 | 44     | 76     | −32   | 29  | Spadek do klasy okręgowej   |              |
| 15  | LKS Szaflary (S)        | 30 | 7  | 2 | 21 | 36     | 66     | −30   | 23  | Spadek do klasy okręgowej   |              |
| 16  | Olimpia Pisarzowa1 (S)  | 30 | 0  | 2 | 28 | 11     | 76     | −65   | 2   | Spadek do klasy A           |              |

### Baraże o III ligę
Po zakończeniu sezonu rozegrano mecze barażowe o miejsce w III lidze w sezonie 2019/2020 pomiędzy 1. drużyną IV ligi (grupa małopolska wschodnia) a 1. zespołem IV ligi (grupa małopolska zachodnia). Mecze odbyły się odpowiednio 20 i 25 czerwca 2019.
| 20 czerwca 2019 17:00 | Jutrzenka Giebułtów · Tomasz Kawa 48' | 1:0(0:0)Raport | Unia Tarnów              | Widzów: 700 Sędzia: Przemysław Greń (Oświęcim) |
|                       |                                       |                | kartki: · Łukasz Popiela |                                                |

| 25 czerwca 2019 17:00 | Unia Tarnów                          | 0:2(0:1)Raport | Jutrzenka Giebułtów · 20' Krzysztof Michalec · 73' Tomasz Kawa | Widzów: 1200 Sędzia: Michał Bobrek (Wadowice) |
|                       | kartki: · Paweł Węgrzyn · Marcel Tyl |                | kartki: · Maciej Zieliński · Tomasz Kawa                       |                                               |

Awans do III ligi w sezonie 2019/2020 uzyskał Jutrzenka Giebułtów.

## Grupa VIII (małopolska zachodnia)

### Drużyny
W grupie występuje 16 zespołów, które walczą o miejsce w barażach premiowane awansem do III ligi, grupa IV. Ostatnie zespoły spadają do klasy okręgowej.
| Uczestnicy poprzedniej edycji | Uczestnicy poprzedniej edycji | Uczestnicy poprzedniej edycji | Uczestnicy poprzedniej edycji |
| ----------------------------- | ----------------------------- | ----------------------------- | ----------------------------- |
| DAL                           | Dalin Myślenice               | 2                             |                               |
| OŚW                           | Unia Oświęcim                 | 3                             |                               |
| WGR                           | Wiślanka Grabie               | 4                             |                               |
| GÓR                           | Górnik Wieliczka              | 5                             |                               |
| PCI                           | Pcimianka Pcim                | 6                             |                               |
| ORY                           | Orzeł Ryczów                  | 7                             |                               |
| GIE                           | Jutrzenka Giebułtów           | 8                             |                               |
| BES                           | Beskid Andrychów              | 9                             |                               |
| CLE                           | Clepardia Kraków              | 10                            |                               |
| OPW                           | Orzeł Piaski Wielkie          | 11                            |                               |
| OKU                           | KS Olkusz                     | 12                            |                               |

| Spadek z III ligi 2017/2018 | Spadek z III ligi 2017/2018 | Spadek z III ligi 2017/2018 | Spadek z III ligi 2017/2018 |
| --------------------------- | --------------------------- | --------------------------- | --------------------------- |
| grupa IV                    |                             |                             |                             |
| TRZ                         | MKS Trzebinia               | 17                          |                             |

| Awans z ligi okręgowej | Awans z ligi okręgowej     | Awans z ligi okręgowej | Awans z ligi okręgowej |
| ---------------------- | -------------------------- | ---------------------- | ---------------------- |
| grupa Kraków I         |                            |                        |                        |
| SLO                    | Słomniczanka Słomniki      | 1                      |                        |
| grupa Kraków II        |                            |                        |                        |
| KAS                    | Kaszowianka Kaszów         | 1                      |                        |
| Kraków III             |                            |                        |                        |
| WĘG                    | Węgrzcanka Węgrzce Wielkie | 1                      |                        |
| grupa Wadowice         |                            |                        |                        |
| LJA                    | LKS Jawiszowice            | 1                      |                        |

### Tabela
| Lp. | Drużyna                     | M  | Z  | R  | P  | Bramki | Bramki | Różn. | Pkt | Uwagi                       | Bezpośrednio |
| --- | --------------------------- | -- | -- | -- | -- | ------ | ------ | ----- | --- | --------------------------- | ------------ |
| 1   | Jutrzenka Giebułtów (M) (B) | 30 | 20 | 7  | 3  | 56     | 23     | +33   | 67  | Baraże o III ligę           |              |
| 2   | Dalin Myślenice             | 30 | 19 | 4  | 7  | 76     | 39     | +37   | 61  |                             |              |
| 3   | Węgrzcanka Węgrzce Wielkie  | 30 | 16 | 4  | 10 | 52     | 48     | +4    | 52  |                             |              |
| 4   | Słomniczanka Słomniki       | 30 | 13 | 9  | 8  | 52     | 43     | +9    | 48  |                             |              |
| 5   | MKS Trzebinia               | 30 | 12 | 9  | 9  | 51     | 37     | +14   | 45  |                             |              |
| 6   | Orzeł Ryczów                | 30 | 12 | 7  | 11 | 42     | 45     | −3    | 43  | ORY – OŚW 1:0 OŚW – ORY 0:1 |              |
| 7   | Unia Oświęcim               | 30 | 13 | 4  | 13 | 54     | 50     | +4    | 43  | ORY – OŚW 1:0 OŚW – ORY 0:1 |              |
| 8   | LKS Jawiszowice             | 30 | 12 | 6  | 12 | 60     | 56     | +4    | 42  |                             |              |
| 9   | Pcimianka Pcim              | 30 | 12 | 5  | 13 | 46     | 40     | +6    | 41  |                             |              |
| 10  | Orzeł Piaski Wielkie        | 30 | 11 | 7  | 12 | 36     | 40     | −4    | 40  |                             |              |
| 11  | Beskid Andrychów            | 30 | 12 | 3  | 15 | 30     | 47     | −17   | 39  |                             |              |
| 12  | Clepardia Kraków            | 30 | 11 | 4  | 15 | 46     | 56     | −10   | 37  |                             |              |
| 13  | Wiślanka Grabie (S)         | 30 | 8  | 10 | 12 | 43     | 47     | −4    | 34  | Spadek do klasy okręgowej   |              |
| 14  | Górnik Wieliczka (S)        | 30 | 8  | 5  | 17 | 34     | 59     | −25   | 29  | Spadek do klasy okręgowej   |              |
| 15  | KS Olkusz (S)               | 30 | 6  | 9  | 15 | 33     | 54     | −21   | 27  | Spadek do klasy okręgowej   |              |
| 16  | Kaszowianka Kaszów (S)      | 30 | 5  | 7  | 18 | 27     | 54     | −27   | 22  | Spadek do klasy okręgowej   |              |

### Baraże o III ligę
Po zakończeniu sezonu rozegrano mecze barażowe o miejsce w III lidze w sezonie 2019/2020 pomiędzy 1. drużyną IV ligi (grupa małopolska wschodnia) a 1. zespołem IV ligi (grupa małopolska zachodnia). Mecze odbyły się odpowiednio 20 i 25 czerwca 2019.
| 20 czerwca 2019 17:00 | Jutrzenka Giebułtów · Tomasz Kawa 48' | 1:0(0:0)Raport | Unia Tarnów              | Widzów: 700 Sędzia: Przemysław Greń (Oświęcim) |
|                       |                                       |                | kartki: · Łukasz Popiela |                                                |

| 25 czerwca 2019 17:00 | Unia Tarnów                          | 0:2(0:1)Raport | Jutrzenka Giebułtów · 20' Krzysztof Michalec · 73' Tomasz Kawa | Widzów: 1200 Sędzia: Michał Bobrek (Wadowice) |
|                       | kartki: · Paweł Węgrzyn · Marcel Tyl |                | kartki: · Maciej Zieliński · Tomasz Kawa                       |                                               |

Awans do III ligi w sezonie 2019/2020 uzyskał Jutrzenka Giebułtów.

## Grupa IX (mazowiecka południowa)

### Drużyny
W grupie występuje 16 zespołów, które walczą o miejsce premiowane awansem do grupy I III ligi. Ostatnie zespoły spadną do klasy okręgowej.
| Uczestnicy poprzedniej edycji | Uczestnicy poprzedniej edycji | Uczestnicy poprzedniej edycji | Uczestnicy poprzedniej edycji |
| ----------------------------- | ----------------------------- | ----------------------------- | ----------------------------- |
| MAZ                           | Mazur Karczew                 | 2                             |                               |
| PGM                           | Pogoń Grodzisk Mazowiecki     | 3                             |                               |
| PIL                           | Pilica Białobrzegi            | 4                             |                               |
| MSZ                           | Mszczonowianka Mszczonów      | 5                             |                               |
| PRZ                           | Oskar Przysucha               | 6                             |                               |
| JGA                           | Sparta Jazgarzew              | 7                             |                               |
| BBL                           | Błonianka Błonie              | 8                             |                               |
| EKO                           | Energia Kozienice             | 9                             |                               |
| PIA                           | MKS Piaseczno                 | 11                            |                               |
| GAR                           | Wilga Garwolin                | 12                            |                               |
| ZPR2                          | Znicz II Pruszków             | 13                            |                               |
| PRO                           | LKS Promna                    | 14                            |                               |
| PZŁ                           | Perła Złotokłos               | 16                            |                               |

| Awans z ligi okręgowej | Awans z ligi okręgowej | Awans z ligi okręgowej | Awans z ligi okręgowej |
| ---------------------- | ---------------------- | ---------------------- | ---------------------- |
| grupa Radom            |                        |                        |                        |
| RA2                    | Radomiak II Radom      | 1                      |                        |
| grupa Siedlce          |                        |                        |                        |
| UNI                    | Orzeł Unin             | 1                      |                        |
| Warszawa II            |                        |                        |                        |
| RAS                    | KS Raszyn              | 1                      |                        |

### Tabela
| Lp. | Drużyna                           | M  | Z  | R | P  | Bramki | Bramki | Różn. | Pkt | Uwagi                       | Bezpośrednio                |
| --- | --------------------------------- | -- | -- | - | -- | ------ | ------ | ----- | --- | --------------------------- | --------------------------- |
| 1   | Pogoń Grodzisk Mazowiecki (M) (B) | 30 | 24 | 4 | 2  | 105    | 24     | +81   | 76  | Baraże o III ligę           |                             |
| 2   | Oskar Przysucha                   | 30 | 21 | 3 | 6  | 75     | 28     | +47   | 66  |                             | PRZ – BBL 3:0 BBL – PRZ 0:2 |
| 3   | Błonianka Błonie                  | 30 | 21 | 3 | 6  | 97     | 35     | +62   | 66  |                             | PRZ – BBL 3:0 BBL – PRZ 0:2 |
| 4   | Mszczonowianka Mszczonów          | 30 | 17 | 6 | 7  | 67     | 41     | +26   | 57  |                             |                             |
| 5   | Pilica Białobrzegi                | 30 | 17 | 3 | 10 | 77     | 37     | +40   | 54  |                             |                             |
| 6   | MKS Piaseczno                     | 30 | 16 | 2 | 12 | 75     | 63     | +12   | 50  |                             |                             |
| 7   | Mazur Karczew                     | 30 | 15 | 3 | 12 | 50     | 52     | −2    | 48  |                             |                             |
| 8   | KS Raszyn                         | 30 | 15 | 2 | 13 | 55     | 52     | +3    | 47  |                             |                             |
| 9   | Znicz II Pruszków                 | 30 | 11 | 6 | 13 | 46     | 48     | −2    | 39  |                             |                             |
| 10  | Wilga Garwolin                    | 30 | 11 | 4 | 15 | 49     | 56     | −7    | 37  |                             |                             |
| 11  | Radomiak II Radom                 | 30 | 10 | 6 | 14 | 46     | 69     | −23   | 36  | RA2 – EKO 1:1 EKO – RA2 2:3 |                             |
| 12  | Energia Kozienice (B)             | 30 | 10 | 6 | 14 | 46     | 54     | −8    | 36  | RA2 – EKO 1:1 EKO – RA2 2:3 | Baraże o IV ligę            |
| 13  | Sparta Jazgarzew (S)              | 30 | 9  | 5 | 16 | 36     | 60     | −24   | 32  | Spadek do klasy okręgowej   |                             |
| 14  | LKS Promna (S)                    | 30 | 6  | 5 | 19 | 28     | 69     | −41   | 23  | Spadek do klasy okręgowej   |                             |
| 15  | Orzeł Unin (S)                    | 30 | 5  | 4 | 21 | 36     | 91     | −55   | 19  | Spadek do klasy okręgowej   |                             |
| 16  | Perła Złotokłos (S)               | 30 | 0  | 2 | 28 | 8      | 117    | −109  | 2   | Spadek do klasy okręgowej   |                             |

### Baraże o III ligę
Po zakończeniu sezonu rozegrano mecze barażowe o miejsce w III lidze w sezonie 2019/2020 pomiędzy 1. drużyną IV ligi (grupa mazowiecka południe) a 1. zespołem IV ligi (grupa mazowiecka północ). Mecze odbyły się odpowiednio 22 i 25 czerwca 2019.
| 22 czerwca 2019 18:00 | Huragan Wołomin · Kamil Żmnuda 23'                                        | 1:0(1:0)Raport | Pogoń Grodzisk Mazowiecki                  | Wołomin Sędzia: Krzysztof Korycki (Warszawa) |
|                       | kartki: · Maciej Ołowski · Kamil Żmuda · Piotr Petasz · Patryk Pięcek 86' |                | kartki: · Maciej Pieczyński · Damian Jaroń |                                              |

| 25 czerwca 2019 18:00 | Pogoń Grodzisk Mazowiecki · Mariusz Baranowski 26' · Michał Borychowski 45' · Jakub Kołaczek 84' · Adrian Grabowski 87' | 4:0(2:0)Raport | Huragan Wołomin                                      | Grodzisk Mazowiecki Widzów: 1100 Sędzia: Mateusz Jenda (Warszawa) |
|                       | kartki: · Andrzej Krajewski · Jakub Kołaczek · Mariusz Baranowski                                                       |                | kartki: · Kamil Żmuda · Piotr Petasz · Dominik Ołdak |                                                                   |

Awans do III ligi w sezonie 2019/2020 uzyskał Pogoń Grodzisk Mazowiecki.

### Baraże o utrzymanie w IV lidze
Po zakończeniu sezonu rozegrano również mecze barażowe o utrzymanie w IV lidze mazowieckiej w sezonie 2018/2019 pomiędzy 12. drużyną IV ligi (grupa mazowiecka południe) a 12. zespołem IV ligi (grupa mazowiecka północ). Mecze odbyły się odpowiednio 23 i 26 czerwca 2019.
| 23 czerwca 2019 | Energia Kozienice · Bartłomiej Książek 51' | 1:1(0:0)Raport | Korona Ostrołęka · 83' (k) Piotr Strzeżysz | Kozienice |
|                 |                                            |                |                                            |           |

| 26 czerwca 2019 | Korona Ostrołęka · Piotr Strzeżysz 55', 83' | 2:1(0:0)Raport | Energia Kozienice · 74' Bartłomiej Książek | Ostrołęka |
|                 |                                             |                |                                            |           |

W IV lidze na sezon 2019/2020 uzyskała Korona Ostrołęka.

## Grupa X (mazowiecka północna)

### Drużyny
W grupie występuje 16 zespołów, które walczą o miejsce premiowane awansem do grupy I III ligi. Ostatnie zespoły spadną do klasy okręgowej.
| Uczestnicy poprzedniej edycji | Uczestnicy poprzedniej edycji | Uczestnicy poprzedniej edycji | Uczestnicy poprzedniej edycji |
| ----------------------------- | ----------------------------- | ----------------------------- | ----------------------------- |
| MMM                           | Mazovia Mińsk Mazowiecki      | 1                             |                               |
| WP2                           | Wisła II Płock                | 2                             |                               |
| KOS                           | Korona Ostrołęka              | 3                             |                               |
| ZZA                           | Ząbkovia Ząbki                | 4                             |                               |
| MŁA                           | Mławianka Mława               | 5                             |                               |
| HWO                           | Huragan Wołomin               | 6                             |                               |
| DRU                           | Drukarz Warszawa              | 7                             |                               |
| PS2                           | Pogoń II Siedlce              | 8                             |                               |
| MPR                           | MKS Przasnysz                 | 9                             |                               |
| OŻA                           | Ożarowianka Ożarów Mazowiecki | 10                            |                               |
| ŁOM                           | KS Łomianki                   | 11                            |                               |
| CIE                           | MKS Ciechanów                 | 12                            |                               |
| MGO                           | Mazur Gostynin                | 13                            |                               |

| Awans z ligi okręgowej | Awans z ligi okręgowej | Awans z ligi okręgowej | Awans z ligi okręgowej |
| ---------------------- | ---------------------- | ---------------------- | ---------------------- |
| Ciechanów-Ostrołęka    |                        |                        |                        |
| ŻUR                    | Wkra Żuromin           | 1                      |                        |
| grupa Płock            |                        |                        |                        |
| KSE                    | Kasztelan Sierpc       | 1                      |                        |
| grupa Warszawa I       |                        |                        |                        |
| HUT                    | Hutnik Warszawa        | 1                      |                        |

### Tabela
| Lp. | Drużyna                       | M  | Z  | R  | P  | Bramki | Bramki | Różn. | Pkt | Uwagi                       | Bezpośrednio |
| --- | ----------------------------- | -- | -- | -- | -- | ------ | ------ | ----- | --- | --------------------------- | ------------ |
| 1   | Huragan Wołomin (M) (B)       | 30 | 21 | 4  | 5  | 77     | 35     | +42   | 67  | Baraże o III ligę           |              |
| 2   | MKS Przasnysz                 | 30 | 20 | 5  | 5  | 82     | 32     | +50   | 65  |                             |              |
| 3   | Ząbkovia Ząbki                | 30 | 20 | 3  | 7  | 72     | 26     | +46   | 63  |                             |              |
| 4   | Mazovia Mińsk Mazowiecki      | 30 | 19 | 5  | 6  | 56     | 31     | +25   | 62  |                             |              |
| 5   | Hutnik Warszawa               | 30 | 12 | 10 | 8  | 55     | 40     | +15   | 46  | HUT – DRU 1:1 DRU – HUT 0:1 |              |
| 6   | Drukarz Warszawa              | 30 | 14 | 4  | 12 | 55     | 49     | +6    | 46  | HUT – DRU 1:1 DRU – HUT 0:1 |              |
| 7   | KS Łomianki                   | 30 | 13 | 5  | 12 | 55     | 46     | +9    | 44  |                             |              |
| 8   | Wisła II Płock                | 30 | 12 | 6  | 12 | 60     | 43     | +17   | 42  |                             |              |
| 9   | Pogoń II Siedlce              | 30 | 10 | 7  | 13 | 37     | 41     | −4    | 37  |                             |              |
| 10  | Wkra Żuromin                  | 30 | 11 | 3  | 16 | 42     | 67     | −25   | 36  |                             |              |
| 11  | Ożarowianka Ożarów Mazowiecki | 30 | 11 | 2  | 17 | 34     | 66     | −32   | 35  |                             |              |
| 12  | Korona Ostrołęka (B)          | 30 | 8  | 9  | 13 | 34     | 42     | −8    | 33  | Baraże o IV ligę            |              |
| 13  | Mławianka Mława (S)           | 30 | 9  | 4  | 17 | 32     | 59     | −27   | 31  | Spadek do klasy okręgowej   |              |
| 14  | Kasztelan Sierpc (S)          | 30 | 5  | 10 | 15 | 33     | 56     | −23   | 25  | Spadek do klasy okręgowej   |              |
| 15  | Mazur Gostynin (S)            | 30 | 5  | 7  | 18 | 24     | 53     | −29   | 22  | Spadek do klasy okręgowej   |              |
| 16  | MKS Ciechanów (S)             | 30 | 5  | 6  | 19 | 25     | 87     | −62   | 21  | Spadek do klasy okręgowej   |              |

### Baraże o III ligę
Po zakończeniu sezonu rozegrano mecze barażowe o miejsce w III lidze w sezonie 2019/2020 pomiędzy 1. drużyną IV ligi (grupa mazowiecka południe) a 1. zespołem IV ligi (grupa mazowiecka północ). Mecze odbyły się odpowiednio 22 i 25 czerwca 2019.
| 22 czerwca 2019 18:00 | Huragan Wołomin · Kamil Żmnuda 23'                                        | 1:0(1:0)Raport | Pogoń Grodzisk Mazowiecki                  | Wołomin Sędzia: Krzysztof Korycki (Warszawa) |
|                       | kartki: · Maciej Ołowski · Kamil Żmuda · Piotr Petasz · Patryk Pięcek 86' |                | kartki: · Maciej Pieczyński · Damian Jaroń |                                              |

| 25 czerwca 2019 18:00 | Pogoń Grodzisk Mazowiecki · Mariusz Baranowski 26' · Michał Borychowski 45' · Jakub Kołaczek 84' · Adrian Grabowski 87' | 4:0(2:0)Raport | Huragan Wołomin                                      | Grodzisk Mazowiecki Widzów: 1100 Sędzia: Mateusz Jenda (Warszawa) |
|                       | kartki: · Andrzej Krajewski · Jakub Kołaczek · Mariusz Baranowski                                                       |                | kartki: · Kamil Żmuda · Piotr Petasz · Dominik Ołdak |                                                                   |

Awans do III ligi w sezonie 2019/2020 uzyskał Pogoń Grodzisk Mazowiecki.

### Baraże o utrzymanie w IV lidze
Po zakończeniu sezonu rozegrano również mecze barażowe o utrzymanie w IV lidze mazowieckiej w sezonie 2018/2019 pomiędzy 12. drużyną IV ligi (grupa mazowiecka południe) a 12. zespołem IV ligi (grupa mazowiecka północ). Mecze odbyły się odpowiednio 23 i 26 czerwca 2019.
| 23 czerwca 2019 | Energia Kozienice · Bartłomiej Książek 51' | 1:1(0:0)Raport | Korona Ostrołęka · 83' (k) Piotr Strzeżysz | Kozienice |
|                 |                                            |                |                                            |           |

| 26 czerwca 2019 | Korona Ostrołęka · Piotr Strzeżysz 55', 83' | 2:1(0:0)Raport | Energia Kozienice · 74' Bartłomiej Książek | Ostrołęka |
|                 |                                             |                |                                            |           |

W IV lidze na sezon 2019/2020 uzyskała Korona Ostrołęka.

## Grupa XI (opolska)

### Drużyny
W grupie występuje 16 zespołów, które walczą o miejsce premiowane awansem do III ligi, grupa III. Ostatnie zespoły spadną do klasy okręgowej.
| Uczestnicy poprzedniej edycji | Uczestnicy poprzedniej edycji | Uczestnicy poprzedniej edycji | Uczestnicy poprzedniej edycji |
| ----------------------------- | ----------------------------- | ----------------------------- | ----------------------------- |
| STA                           | LZS Starowice                 | 2                             |                               |
| MAŁ                           | Małapanew Ozimek              | 3                             |                               |
| KRA                           | KS Krapkowice                 | 4                             |                               |
| PNY                           | Polonia Nysa                  | 5                             |                               |
| SWO                           | Swornica Czarnowąsy           | 6                             |                               |
| KĘD                           | Chemik Kędzierzyn-Koźle       | 7                             |                               |
| POP                           | Piast Strzelce Opolskie       | 8                             |                               |
| PWI                           | Porawie Większyce             | 9                             |                               |
| NAM                           | Start Namysłów                | 10                            |                               |
| SKG                           | Skalnik Gracze                | 11                            |                               |
| GOG                           | MKS Gogolin                   | 12                            |                               |
| OLE                           | OKS Olesno                    | 13                            |                               |

| Spadek z III ligi 2017/2018 | Spadek z III ligi 2017/2018 | Spadek z III ligi 2017/2018 | Spadek z III ligi 2017/2018 |
| --------------------------- | --------------------------- | --------------------------- | --------------------------- |
| grupa III                   |                             |                             |                             |
| GŁU                         | Polonia Głubczyce           | 18                          |                             |

| Awans z ligi okręgowej | Awans z ligi okręgowej | Awans z ligi okręgowej | Awans z ligi okręgowej |
| ---------------------- | ---------------------- | ---------------------- | ---------------------- |
| grupa opolska I        |                        |                        |                        |
| TOR                    | TOR Dobrzeń Wielki     | 1                      |                        |
| VCH                    | Victoria Chróścice     | 2                      |                        |
| grupa opolska II       |                        |                        |                        |
| PPR                    | Pogoń Prudnik          | 1                      |                        |

### Tabela
| Lp. | Drużyna                  | M  | Z  | R  | P  | Bramki | Bramki | Różn. | Pkt | Uwagi                       | Bezpośrednio |
| --- | ------------------------ | -- | -- | -- | -- | ------ | ------ | ----- | --- | --------------------------- | ------------ |
| 1   | Polonia Głubczyce1 (M)   | 30 | 20 | 5  | 5  | 79     | 40     | +39   | 65  |                             |              |
| 2   | LZS Starowice Dolne1 (A) | 30 | 19 | 7  | 4  | 68     | 31     | +37   | 64  | Awans do III ligi           |              |
| 3   | Małapanew Ozimek         | 30 | 18 | 6  | 6  | 66     | 37     | +29   | 60  |                             |              |
| 4   | Skalnik Gracze           | 30 | 16 | 7  | 7  | 49     | 28     | +21   | 55  |                             |              |
| 5   | KS Krapkowice            | 30 | 15 | 5  | 10 | 64     | 54     | +10   | 50  |                             |              |
| 6   | Polonia Nysa             | 30 | 13 | 9  | 8  | 55     | 35     | +20   | 48  |                             |              |
| 7   | Chemik Kędzierzyn-Koźle  | 30 | 13 | 5  | 12 | 48     | 38     | +10   | 44  |                             |              |
| 8   | Piast Strzelce Opolskie  | 30 | 12 | 7  | 11 | 46     | 36     | +10   | 43  | POP – GOG 3:0 GOG – POP 1:4 |              |
| 9   | MKS Gogolin              | 30 | 14 | 1  | 15 | 46     | 48     | −2    | 43  | POP – GOG 3:0 GOG – POP 1:4 |              |
| 10  | Start Namysłów           | 30 | 9  | 11 | 10 | 30     | 44     | −14   | 38  |                             |              |
| 11  | OKS Olesno               | 30 | 10 | 7  | 13 | 46     | 50     | −4    | 37  |                             |              |
| 12  | Swornica Czarnowąsy (B)  | 30 | 10 | 5  | 15 | 39     | 52     | −13   | 35  | Baraże o IV ligę            |              |
| 13  | Porawie Większyce (B)    | 30 | 9  | 4  | 17 | 47     | 67     | −20   | 31  | Baraże o IV ligę            |              |
| 14  | Pogoń Prudnik2           | 30 | 8  | 1  | 21 | 34     | 76     | −42   | 25  |                             |              |
| 15  | TOR Dobrzeń Wielki (S)   | 30 | 6  | 6  | 18 | 36     | 60     | −24   | 24  | Spadek do klasy okręgowej   |              |
| 16  | Victoria Chróścice (S)   | 30 | 4  | 2  | 24 | 35     | 92     | −57   | 14  | Spadek do klasy okręgowej   |              |

## Grupa XII (podkarpacka)

### Drużyny
W grupie występuje 18 zespołów, które walczą o miejsce premiowane awansem do grupy IV III ligi. Ostatnie zespoły spadną do klasy okręgowej.
| Uczestnicy poprzedniej edycji | Uczestnicy poprzedniej edycji | Uczestnicy poprzedniej edycji | Uczestnicy poprzedniej edycji |
| ----------------------------- | ----------------------------- | ----------------------------- | ----------------------------- |
| IZO                           | Izolator Boguchwała           | 2                             |                               |
| DĘB                           | Wisłoka Dębica                | 3                             |                               |
| POP                           | Polonia Przemyśl              | 4                             |                               |
| PIL                           | Rzemieślnik Pilzno            | 5                             |                               |
| WIA                           | KS Wiązownica                 | 6                             |                               |
| WWI                           | Wisłok Wiśniowa               | 7                             |                               |
| IGL                           | Igloopol Dębica               | 8                             |                               |
| ESA                           | Geo-Eko Ekoball Stal Sanok    | 10                            |                               |
| NIS                           | Sokół Nisko                   | 11                            |                               |
| ROP                           | Błękitni Ropczyce             | 12                            |                               |
| PTU                           | Piast Tuczempy                | 131                           |                               |

| Spadek z III ligi | Spadek z III ligi | Spadek z III ligi | Spadek z III ligi |
| ----------------- | ----------------- | ----------------- | ----------------- |
| grupa IV          |                   |                   |                   |
| JKS               | JKS 1909 Jarosław | 15                |                   |
| KAR               | Karpaty Krosno    | 18                |                   |

| Awans z ligi okręgowej | Awans z ligi okręgowej | Awans z ligi okręgowej | Awans z ligi okręgowej |
| ---------------------- | ---------------------- | ---------------------- | ---------------------- |
| grupa Dębica           |                        |                        |                        |
| KOD                    | Sokół Kolbuszowa Dolna | 1                      |                        |
| grupa Krosno           |                        |                        |                        |
| BES                    | Przełom Besko          | 1                      |                        |
| grupa Rzeszów          |                        |                        |                        |
| KRZ                    | Korona Rzeszów         | 1                      |                        |
| grupa Stalowa Wola     |                        |                        |                        |
| SGO                    | Stal Gorzyce           | 1                      |                        |
| grupa Jarosław         |                        |                        |                        |
| OPR                    | Orzeł Przeworsk        | 1                      |                        |

Objaśnienia:
1. LKS Pisarowce zrezygnował z gry w IV lidze po zakończeniu sezonu 2017/2018, w związku z czym dodatkowo utrzymał się Piast Tuczempy.

### Tabela
| Lp. | Drużyna                    | M  | Z  | R  | P  | Bramki | Bramki | Różn. | Pkt | Uwagi                       | Bezpośrednio |
| --- | -------------------------- | -- | -- | -- | -- | ------ | ------ | ----- | --- | --------------------------- | ------------ |
| 1   | Wisłoka Dębica (M) (A)     | 34 | 23 | 10 | 1  | 73     | 18     | +55   | 79  | Awans do III ligi           |              |
| 2   | Izolator Boguchwała        | 34 | 21 | 8  | 5  | 69     | 28     | +41   | 71  |                             |              |
| 3   | Polonia Przemyśl           | 34 | 18 | 8  | 8  | 62     | 37     | +25   | 62  |                             |              |
| 4   | Wisłok Wiśniowa            | 34 | 18 | 7  | 9  | 62     | 41     | +21   | 61  |                             |              |
| 5   | Geo-Eko Ekoball Stal Sanok | 34 | 14 | 12 | 8  | 49     | 30     | +19   | 54  | ESA – ROP 2:0 ROP – ESA 2:0 |              |
| 6   | Błękitni Ropczyce          | 34 | 17 | 3  | 14 | 68     | 55     | +13   | 54  | ESA – ROP 2:0 ROP – ESA 2:0 |              |
| 7   | Piast Tuczempy             | 34 | 14 | 8  | 12 | 62     | 58     | +4    | 50  |                             |              |
| 8   | KS Wiązownica              | 34 | 14 | 7  | 13 | 62     | 46     | +16   | 49  |                             |              |
| 9   | Karpaty Krosno             | 34 | 14 | 6  | 14 | 43     | 39     | +4    | 48  |                             |              |
| 10  | JKS 1909 Jarosław          | 34 | 12 | 11 | 11 | 47     | 43     | +4    | 47  |                             |              |
| 11  | Igloopol Dębica            | 34 | 12 | 8  | 14 | 50     | 53     | −3    | 44  | IGL – PIL 2:1 PIL – IGL 0:2 |              |
| 12  | Rzemieślnik Pilzno         | 34 | 12 | 8  | 14 | 54     | 59     | −5    | 44  | IGL – PIL 2:1 PIL – IGL 0:2 |              |
| 13  | Korona Rzeszów             | 34 | 12 | 4  | 18 | 40     | 57     | −17   | 40  |                             |              |
| 14  | Sokół Kolbuszowa Dolna     | 34 | 11 | 5  | 18 | 46     | 68     | −22   | 38  |                             |              |
| 15  | Sokół Nisko (S)            | 34 | 11 | 3  | 20 | 41     | 67     | −26   | 36  | Spadek do klasy okręgowej   |              |
| 16  | Orzeł Przeworsk (S)        | 34 | 9  | 6  | 19 | 37     | 64     | −27   | 33  | Spadek do klasy okręgowej   |              |
| 17  | Stal Gorzyce (S)           | 34 | 6  | 5  | 23 | 34     | 86     | −52   | 23  | Spadek do klasy okręgowej   |              |
| 18  | Przełom Besko (S)          | 34 | 5  | 7  | 22 | 26     | 76     | −50   | 22  | Spadek do klasy okręgowej   |              |

## Grupa XIII (podlaska)

### Drużyny
W grupie występuje 18 zespołów, które walczą o miejsce premiowane awansem do III ligi, grupy I. Ostatnie zespoły spadają do klasy okręgowej.
| Uczestnicy poprzedniej edycji | Uczestnicy poprzedniej edycji | Uczestnicy poprzedniej edycji | Uczestnicy poprzedniej edycji |
| ----------------------------- | ----------------------------- | ----------------------------- | ----------------------------- |
| WAR                           | Warmia Grajewo                | 2                             |                               |
| WAS                           | KS Wasilków                   | 3                             |                               |
| WIS                           | Wissa Szczuczyn               | 4                             |                               |
| DĄB                           | Dąb Dąbrowa Białostocka       | 5                             |                               |
| MIC                           | KS Michałowo                  | 6                             |                               |
| SZE                           | Sparta 1951 Szepietowo        | 7                             |                               |
| WS2                           | Wigry II Suwałki              | 8                             |                               |
| AUG                           | Sparta Augustów               | 9                             |                               |
| GON                           | Biebrza Goniądz               | 10                            |                               |
| MIE                           | MKS Mielnik                   | 11                            |                               |
| JUC                           | Magnat Juchnowiec Kościelny   | 12                            |                               |
| CRS                           | Cresovia Siemiatycze          | 13                            |                               |
| MOŃ                           | Promień Mońki                 | 14                            |                               |

| Spadek z III ligi | Spadek z III ligi   | Spadek z III ligi | Spadek z III ligi |
| ----------------- | ------------------- | ----------------- | ----------------- |
| TBP               | Tur Bielsk Podlaski | 15                |                   |

| Awans z ligi okręgowej | Awans z ligi okręgowej | Awans z ligi okręgowej | Awans z ligi okręgowej |
| ---------------------- | ---------------------- | ---------------------- | ---------------------- |
| grupa podlaska         |                        |                        |                        |
| HEB                    | Hetman Białystok       | 1                      |                        |
| ŚNI                    | KS Śniadowo            | 2                      |                        |
| kooptacja              |                        |                        |                        |
| MBI                    | MOSP Białystok         |                        |                        |

### Tabela
| Lp. | Drużyna                         | M  | Z  | R | P  | Bramki | Bramki | Różn. | Pkt | Uwagi                                                          | Bezpośrednio              |
| --- | ------------------------------- | -- | -- | - | -- | ------ | ------ | ----- | --- | -------------------------------------------------------------- | ------------------------- |
| 1   | KS Wasilków (M) (A)             | 32 | 25 | 2 | 5  | 100    | 26     | +74   | 77  | Awans do III ligi                                              |                           |
| 2   | Warmia Grajewo                  | 32 | 23 | 6 | 3  | 107    | 29     | +78   | 75  |                                                                |                           |
| 3   | Wissa Szczuczyn                 | 32 | 21 | 1 | 10 | 93     | 48     | +45   | 64  |                                                                |                           |
| 4   | Promień Mońki                   | 32 | 18 | 4 | 10 | 78     | 47     | +31   | 58  |                                                                |                           |
| 5   | KS Michałowo                    | 32 | 17 | 4 | 11 | 68     | 51     | +17   | 55  | MIC: 6 pkt, różn. +1 WS2: 5 pkt, różn. +2 SZE: 4 pkt, różn. -3 |                           |
| 6   | Wigry II Suwałki1               | 32 | 16 | 7 | 9  | 72     | 49     | +23   | 55  | MIC: 6 pkt, różn. +1 WS2: 5 pkt, różn. +2 SZE: 4 pkt, różn. -3 | Drużyna wycofana          |
| 7   | Sparta 1951 Szepietowo          | 32 | 16 | 7 | 9  | 81     | 51     | +30   | 55  | MIC: 6 pkt, różn. +1 WS2: 5 pkt, różn. +2 SZE: 4 pkt, różn. -3 |                           |
| 8   | Tur Bielsk Podlaski             | 32 | 16 | 3 | 13 | 56     | 43     | +13   | 51  |                                                                |                           |
| 9   | MOSP Białystok                  | 32 | 13 | 4 | 15 | 44     | 51     | −7    | 43  |                                                                |                           |
| 10  | Dąb Dąbrowa Białostocka         | 32 | 12 | 5 | 15 | 48     | 66     | −18   | 41  |                                                                |                           |
| 11  | Biebrza Goniądz                 | 32 | 11 | 7 | 14 | 37     | 57     | −20   | 40  |                                                                |                           |
| 12  | Sparta Augustów                 | 32 | 11 | 3 | 18 | 55     | 71     | −16   | 36  | AUG - HEB 2:0 HEB - AUG 3:1                                    |                           |
| 13  | Hetman Białystok                | 32 | 11 | 3 | 18 | 52     | 63     | −11   | 36  | AUG - HEB 2:0 HEB - AUG 3:1                                    |                           |
| 14  | Cresovia Siemiatycze1           | 32 | 9  | 7 | 16 | 35     | 55     | −20   | 34  | CRS - MIE 0:0 MIE - CRS 2:2                                    |                           |
| 15  | MKS Mielnik (S)                 | 32 | 10 | 4 | 18 | 47     | 101    | −54   | 34  | CRS - MIE 0:0 MIE - CRS 2:2                                    | Spadek do klasy okręgowej |
| 16  | KS Śniadowo (S)                 | 32 | 3  | 4 | 25 | 48     | 128    | −80   | 13  |                                                                | Spadek do klasy okręgowej |
| 17  | Magnat Juchnowiec Kościelny (S) | 32 | 3  | 3 | 26 | 37     | 122    | −85   | 12  |                                                                | Spadek do klasy okręgowej |

## Grupa XIV (pomorska)
W grupie występuje 19 zespołów, które walczą o miejsce premiowane awansem do III ligi, grupa II. Ostatnie zespoły spadają do klasy okręgowej.

### Drużyny
| Uczestnicy poprzedniej edycji | Uczestnicy poprzedniej edycji | Uczestnicy poprzedniej edycji | Uczestnicy poprzedniej edycji |
| ----------------------------- | ----------------------------- | ----------------------------- | ----------------------------- |
| NOS                           | Grom Nowy Staw                | 2                             |                               |
| GRS                           | Gryf Słupsk                   | 3                             |                               |
| KAS                           | Kaszubia Kościerzyna          | 4                             |                               |
| AGA                           | Anioły Garczegorze            | 5                             |                               |
| GNI                           | Stolem Gniewino               | 6                             |                               |
| AR2                           | Arka II Gdynia                | 7                             |                               |
| JAG                           | Jaguar Gdańsk                 | 8                             |                               |
| GLU                           | GOSRiT Luzino                 | 9                             |                               |
| LĘB                           | Pogoń Lębork                  | 10                            |                               |
| BY2                           | Bytovia II Bytów              | 11                            |                               |
| GKO                           | GTS Kolbudy                   | 12                            |                               |
| DZI                           | Powiśle Dzierzgoń             | 13                            |                               |
| RUM                           | Orkan Rumia                   | 14                            |                               |
| GGD                           | Gedania Gdańsk                | 15                            |                               |

| Spadek z III ligi | Spadek z III ligi | Spadek z III ligi | Spadek z III ligi |
| ----------------- | ----------------- | ----------------- | ----------------- |
| PRZ               | GKS Przodkowo     | 16                |                   |

| Awans z Pomorskiego ZPN | Awans z Pomorskiego ZPN | Awans z Pomorskiego ZPN | Awans z Pomorskiego ZPN |
| ----------------------- | ----------------------- | ----------------------- | ----------------------- |
| LG2                     | Lechia II Gdańsk        |                         |                         |

| Awans z ligi okręgowej 2017/2018 | Awans z ligi okręgowej 2017/2018 | Awans z ligi okręgowej 2017/2018 | Awans z ligi okręgowej 2017/2018 |
| -------------------------------- | -------------------------------- | -------------------------------- | -------------------------------- |
| grupa Gdańsk I                   |                                  |                                  |                                  |
| KOW                              | GKS Kowale                       | 1                                |                                  |
| grupa Gdańsk II                  |                                  |                                  |                                  |
| LIP                              | Wda Lipusz                       | 1                                |                                  |
| grupa Słupsk                     |                                  |                                  |                                  |
| UST                              | Jantar Ustka                     | 1                                |                                  |

### Tabela
| Lp. | Drużyna                | M  | Z  | R  | P  | Bramki | Bramki | Różn. | Pkt | Uwagi                       | Bezpośrednio                |
| --- | ---------------------- | -- | -- | -- | -- | ------ | ------ | ----- | --- | --------------------------- | --------------------------- |
| 1   | Grom Nowy Staw (M) (A) | 36 | 24 | 7  | 5  | 106    | 45     | +61   | 79  | Awans do III ligi           |                             |
| 2   | Gryf Słupsk            | 36 | 24 | 4  | 8  | 85     | 44     | +41   | 76  |                             |                             |
| 3   | GKS Przodkowo          | 36 | 21 | 8  | 7  | 72     | 34     | +38   | 71  |                             |                             |
| 4   | Stolem Gniewino        | 36 | 20 | 10 | 6  | 96     | 52     | +44   | 70  |                             |                             |
| 5   | Lechia II Gdańsk       | 36 | 20 | 7  | 9  | 81     | 44     | +37   | 67  | LG2 - AR2 4:3 AR2 - LG2 1:1 |                             |
| 6   | Arka II Gdynia         | 36 | 19 | 10 | 7  | 103    | 54     | +49   | 67  | LG2 - AR2 4:3 AR2 - LG2 1:1 |                             |
| 7   | Powiśle Dzierzgoń      | 36 | 16 | 7  | 13 | 70     | 61     | +9    | 55  |                             |                             |
| 8   | Kaszubia Kościerzyna   | 36 | 17 | 3  | 16 | 65     | 65     | 0     | 54  |                             |                             |
| 9   | Jantar Ustka           | 36 | 14 | 7  | 15 | 61     | 90     | −29   | 49  | UST - GLU 4:2 GLU - UST 1:1 |                             |
| 10  | GOSRiT Luzino          | 36 | 13 | 10 | 13 | 58     | 64     | −6    | 49  | UST - GLU 4:2 GLU - UST 1:1 |                             |
| 11  | Gedania Gdańsk         | 36 | 14 | 6  | 16 | 52     | 61     | −9    | 48  |                             |                             |
| 12  | Pogoń Lębork           | 36 | 12 | 8  | 16 | 51     | 56     | −5    | 44  |                             |                             |
| 13  | GKS Kowale             | 36 | 11 | 9  | 16 | 55     | 63     | −8    | 42  | KOW - JAG 1:1 JAG - KOW 0:1 |                             |
| 14  | Jaguar Gdańsk          | 36 | 12 | 6  | 18 | 55     | 72     | −17   | 42  | KOW - JAG 1:1 JAG - KOW 0:1 |                             |
| 15  | Wda Lipusz             | 36 | 10 | 5  | 21 | 54     | 79     | −25   | 35  |                             |                             |
| 16  | Anioły Garczegorze (S) | 36 | 8  | 7  | 21 | 33     | 64     | −31   | 31  | Spadek do klasy okręgowej   |                             |
| 17  | Bytovia II Bytów (S)   | 36 | 6  | 9  | 21 | 38     | 97     | −59   | 27  | Spadek do klasy okręgowej   | BY2 - GKO 3:1 GKO - BY2 1:5 |
| 18  | GTS Kolbudy (S)        | 36 | 6  | 9  | 21 | 51     | 91     | −40   | 27  | Spadek do klasy okręgowej   | BY2 - GKO 3:1 GKO - BY2 1:5 |
| 19  | Orkan Rumia (S)        | 36 | 6  | 6  | 24 | 39     | 89     | −50   | 24  | Spadek do klasy okręgowej   |                             |

## Grupa XV (śląska I)

### Drużyny
W grupie występuje 16 zespołów, które walczą o miejsce premiowane awansem do II ligi, grupa III. Ostatnie zespoły spadają do klasy okręgowej.
| Uczestnicy poprzedniej edycji | Uczestnicy poprzedniej edycji | Uczestnicy poprzedniej edycji | Uczestnicy poprzedniej edycji |
| ----------------------------- | ----------------------------- | ----------------------------- | ----------------------------- |
| grupa śląska I                |                               |                               |                               |
| SZO                           | Szombierki Bytom              | 2                             |                               |
| SIE                           | Przemsza Siewierz             | 3                             |                               |
| ŚCE                           | Śląsk Świętochłowice          | 4                             |                               |
| RGR                           | RKS Grodziec                  | 6                             |                               |
| MYS                           | MKS Myszków                   | 7                             |                               |
| SRM                           | Sarmacja Będzin               | 8                             |                               |
| ORN                           | Gwarek Ornontowice            | 9                             |                               |
| ZAW                           | Warta Zawiercie               | 10                            |                               |
| POR                           | Polonia Poraj                 | 11                            |                               |
| GPI                           | Górnik Piaski                 | 12                            |                               |
| RA2                           | Raków II Częstochowa          | 13                            |                               |
| grupa śląska II               |                               |                               |                               |
| PBT                           | Polonia Bytom                 | 1                             |                               |

| Awans z ligi okręgowej | Awans z ligi okręgowej | Awans z ligi okręgowej | Awans z ligi okręgowej |
| ---------------------- | ---------------------- | ---------------------- | ---------------------- |
| grupa Częstochowa      |                        |                        |                        |
| ŻAR                    | Zieloni Żarki          | 1                      |                        |
| grupa Katowice I       |                        |                        |                        |
| UKO                    | Unia Kosztowy          | 1                      |                        |
| grupa Katowice II      |                        |                        |                        |
| SRŚ                    | Slavia Ruda Śląska     | 1                      |                        |
| grupa Katowice IV      |                        |                        |                        |
| UDG                    | Unia Dąbrowa Górnicza  | 1                      |                        |

### Tabela
| Lp. | Drużyna               | M  | Z  | R  | P  | Bramki | Bramki | Różn. | Pkt | Uwagi                                                           | Bezpośrednio                |
| --- | --------------------- | -- | -- | -- | -- | ------ | ------ | ----- | --- | --------------------------------------------------------------- | --------------------------- |
| 1   | Polonia Bytom (M) (B) | 30 | 24 | 4  | 2  | 84     | 20     | +64   | 76  | Baraże o III ligę                                               |                             |
| 2   | Warta Zawiercie       | 30 | 18 | 6  | 6  | 54     | 31     | +23   | 60  |                                                                 |                             |
| 3   | RKS Grodziec          | 30 | 14 | 9  | 7  | 49     | 43     | +6    | 51  |                                                                 |                             |
| 4   | Unia Dąbrowa Górnicza | 30 | 13 | 9  | 8  | 49     | 48     | +1    | 48  | UDG: 12 pkt, różn. +6 ŚCE: 3 pkt, różn. -2 SZO: 3 pkt, różn. -4 |                             |
| 5   | Śląsk Świętochłowice  | 30 | 14 | 6  | 10 | 52     | 50     | +2    | 48  | UDG: 12 pkt, różn. +6 ŚCE: 3 pkt, różn. -2 SZO: 3 pkt, różn. -4 |                             |
| 6   | Szombierki Bytom      | 30 | 14 | 6  | 10 | 49     | 40     | +9    | 48  | UDG: 12 pkt, różn. +6 ŚCE: 3 pkt, różn. -2 SZO: 3 pkt, różn. -4 |                             |
| 7   | Polonia Poraj         | 30 | 13 | 5  | 12 | 45     | 42     | +3    | 44  |                                                                 |                             |
| 8   | Gwarek Ornontowice    | 30 | 12 | 6  | 12 | 50     | 49     | +1    | 42  |                                                                 |                             |
| 9   | Unia Kosztowy         | 30 | 11 | 8  | 11 | 40     | 47     | −7    | 41  |                                                                 |                             |
| 10  | Raków II Częstochowa  | 30 | 11 | 4  | 15 | 67     | 54     | +13   | 37  | RA2 - SIE 1:2 SIE - RA2 0:2                                     |                             |
| 11  | Przemsza Siewierz     | 30 | 11 | 4  | 15 | 44     | 43     | +1    | 37  | RA2 - SIE 1:2 SIE - RA2 0:2                                     |                             |
| 12  | Sarmacja Będzin       | 30 | 8  | 8  | 14 | 36     | 46     | −10   | 32  |                                                                 |                             |
| 13  | Slavia Ruda Śląska    | 30 | 7  | 10 | 13 | 36     | 53     | −17   | 31  |                                                                 |                             |
| 14  | MKS Myszków1 (S)      | 30 | 6  | 8  | 16 | 22     | 43     | −21   | 26  | Spadek do klasy okręgowej                                       |                             |
| 15  | Zieloni Żarki (S)     | 30 | 6  | 6  | 18 | 35     | 71     | −36   | 24  | Spadek do klasy okręgowej                                       | ŻAR - GPI 2:0 GPI - ŻAR 1:0 |
| 16  | Górnik Piaski (S)     | 30 | 7  | 3  | 20 | 24     | 56     | −32   | 24  | Spadek do klasy okręgowej                                       | ŻAR - GPI 2:0 GPI - ŻAR 1:0 |

### Baraże o III ligę
Po zakończeniu sezonu rozegrano dwumecz barażowy o prawo gry w III lidze w sezonie 2019/2020 pomiędzy 1. drużyną IV ligi, grupa śląska I a 1. zespołem IV ligi, grupa śląska II. Mecze odbyły się 15 i 19 czerwca 2019.
| 15 czerwca 2019 17:00 | LKS Czaniec · Ilja Nozdrin-Płotnickij 11' · Kamil Karcz 62' | 2:2(1:2)Raport | Polonia Bytom · 22' Maciej Borycka · 42' Dominik Budzik | Czaniec Widzów: 843 Sędzia: Rafał Rokosz (Katowice) |
|                       | kartki: · Kamil Karcz                                       |                |                                                         |                                                     |

| 19 czerwca 2019 18:00 | Polonia Bytom                                | 0:0(0:0)Raport | LKS Czaniec                                                        | Bytom Widzów: 999 Sędzia: Robert Kowalczyk (Częstochowa) |
|                       | kartki: · Norbert Bębenek · Patryk Stefański |                | kartki: · Maciej Żak · Patryk Marczyński · Ilja Nozdrin-Płotnickij |                                                          |

Awans do III ligi, grupa III wywalczyła Polonia Bytom.

## Grupa XVI (śląska II)

### Drużyny
W grupie występuje 16 zespołów, które walczą o miejsce premiowane awansem do III ligi, grupa III. Ostatnie zespoły spadają do klasy okręgowej.
| Uczestnicy poprzedniej edycji | Uczestnicy poprzedniej edycji | Uczestnicy poprzedniej edycji | Uczestnicy poprzedniej edycji |
| ----------------------------- | ----------------------------- | ----------------------------- | ----------------------------- |
| grupa śląska I                |                               |                               |                               |
| PŁG                           | Polonia Łaziska Górne         | 5                             |                               |
| grupa śląska II               |                               |                               |                               |
| LBE                           | LKS Bełk                      | 2                             |                               |
| CZN                           | LKS Czaniec                   | 3                             |                               |
| RAW                           | GKS Radziechowy-Wieprz        | 4                             |                               |
| COW                           | Odra Centrum Wodzisław Śląski | 5                             |                               |
| WIL                           | Wilki Wilcza                  | 6                             |                               |
| TY2                           | GKS II Tychy                  | 7                             |                               |
| GOZ                           | LKS Goczałkowice Zdrój        | 8                             |                               |
| GAS                           | Dąb Gaszowice                 | 9                             |                               |
| DRZ                           | Drzewiarz Jasienica           | 10                            |                               |
| UNR                           | Unia Racibórz                 | 11                            |                               |
| SPL                           | Spójnia Landek                | 12                            |                               |
| PO2                           | Podbeskidzie II Bielsko-Biała | 13                            |                               |
| KUŹ                           | Kuźnia Ustroń                 | 14                            |                               |

| Awans z ligi okręgowej | Awans z ligi okręgowej    | Awans z ligi okręgowej | Awans z ligi okręgowej |
| ---------------------- | ------------------------- | ---------------------- | ---------------------- |
| grupa Katowice III     |                           |                        |                        |
| PPO                    | Płomień Połomia           | 1                      |                        |
| grupa Bielsko-Biała    |                           |                        |                        |
| MRK                    | MRKS Czechowice-Dziedzice | 1                      |                        |

### Tabela
| Lp. | Drużyna                       | M  | Z  | R  | P  | Bramki | Bramki | Różn. | Pkt | Uwagi                       | Bezpośrednio |
| --- | ----------------------------- | -- | -- | -- | -- | ------ | ------ | ----- | --- | --------------------------- | ------------ |
| 1   | LKS Czaniec (M)               | 30 | 18 | 7  | 5  | 49     | 19     | +30   | 61  | Baraże o III ligę           |              |
| 2   | Drzewiarz Jasienica           | 30 | 17 | 7  | 6  | 52     | 31     | +21   | 58  |                             |              |
| 3   | Kuźnia Ustroń                 | 30 | 17 | 6  | 7  | 63     | 36     | +27   | 57  |                             |              |
| 4   | LKS Bełk                      | 30 | 16 | 6  | 8  | 61     | 43     | +18   | 54  |                             |              |
| 5   | Polonia Łaziska Górne         | 30 | 15 | 7  | 8  | 52     | 38     | +14   | 52  |                             |              |
| 6   | GKS II Tychy                  | 30 | 13 | 12 | 5  | 53     | 39     | +14   | 51  |                             |              |
| 7   | MRKS Czechowice-Dziedzice     | 30 | 14 | 8  | 8  | 52     | 38     | +14   | 50  |                             |              |
| 8   | LKS Goczałkowice Zdrój        | 30 | 12 | 8  | 10 | 52     | 41     | +11   | 44  |                             |              |
| 9   | Wilki Wilcza                  | 30 | 11 | 4  | 15 | 43     | 52     | −9    | 37  |                             |              |
| 10  | Podbeskidzie II Bielsko-Biała | 30 | 10 | 6  | 14 | 41     | 52     | −11   | 36  | PO2 - RAW 2:0 RAW - PO2 0:1 |              |
| 11  | GKS Radziechowy-Wieprz        | 30 | 9  | 9  | 12 | 36     | 38     | −2    | 36  | PO2 - RAW 2:0 RAW - PO2 0:1 |              |
| 12  | Odra Centrum Wodzisław Śląski | 30 | 8  | 8  | 14 | 42     | 45     | −3    | 32  |                             |              |
| 13  | Spójnia Landek                | 30 | 7  | 9  | 14 | 36     | 46     | −10   | 30  |                             |              |
| 14  | Unia Racibórz (S)             | 30 | 6  | 9  | 15 | 41     | 58     | −17   | 27  | Spadek do klasy okręgowej   |              |
| 15  | Dąb Gaszowice (S)             | 30 | 7  | 5  | 18 | 38     | 71     | −33   | 26  | Spadek do klasy okręgowej   |              |
| 16  | Płomień Połomia (S)           | 30 | 4  | 1  | 25 | 35     | 99     | −64   | 13  | Spadek do klasy okręgowej   |              |

### Baraże o III ligę
Po zakończeniu sezonu rozegrano dwumecz barażowy o prawo gry w III lidze w sezonie 2019/2020 pomiędzy 1. drużyną IV ligi, grupa śląska I a 1. zespołem IV ligi, grupa śląska II. Mecze odbyły się 15 i 19 czerwca 2019.
| 15 czerwca 2019 17:00 | LKS Czaniec · Ilja Nozdrin-Płotnickij 11' · Kamil Karcz 62' | 2:2(1:2)Raport | Polonia Bytom · 22' Maciej Borycka · 42' Dominik Budzik | Czaniec Widzów: 843 Sędzia: Rafał Rokosz (Katowice) |
|                       | kartki: · Kamil Karcz                                       |                |                                                         |                                                     |

| 19 czerwca 2019 18:00 | Polonia Bytom                                | 0:0(0:0)Raport | LKS Czaniec                                                        | Bytom Widzów: 999 Sędzia: Robert Kowalczyk (Częstochowa) |
|                       | kartki: · Norbert Bębenek · Patryk Stefański |                | kartki: · Maciej Żak · Patryk Marczyński · Ilja Nozdrin-Płotnickij |                                                          |

Awans do III ligi, grupa III wywalczyła Polonia Bytom.

## Grupa XVII (świętokrzyska)

### Drużyny
W grupie występuje 18 zespołów, które walczą o miejsce premiowane awansem do III ligi, grupa IV. Ostatnie zespoły spadają do klasy okręgowej.
| Uczestnicy poprzedniej edycji | Uczestnicy poprzedniej edycji | Uczestnicy poprzedniej edycji | Uczestnicy poprzedniej edycji |
| ----------------------------- | ----------------------------- | ----------------------------- | ----------------------------- |
| NKO                           | Neptun Końskie                | 2                             |                               |
| BUZ                           | Zdrój Busko-Zdrój             | 3                             |                               |
| ALO                           | Alit Ożarów                   | 4                             |                               |
| JĘD                           | Naprzód Jędrzejów             | 5                             |                               |
| PRA                           | Partyzant Radoszyce           | 6                             |                               |
| ŁYS                           | Łysica Bodzentyn              | 7                             |                               |
| ŁAG                           | ŁKS Łagów                     | 8                             |                               |
| NOW                           | GKS Nowiny                    | 9                             |                               |
| PST                           | Pogoń 1945 Staszów            | 10                            |                               |
| WMA                           | Wierna Małogoszcz             | 11                            |                               |
| BRO                           | Kamienna Brody                | 12                            |                               |
| KAJ                           | Lubrzanka Kajetanów           | 13                            |                               |
| WŁO                           | Hetman Włoszczowa             | 14                            |                               |
| SĘD                           | Unia Sędziszów                | 15                            |                               |

| Awans z Świętokrzyskiego ZPN | Awans z Świętokrzyskiego ZPN | Awans z Świętokrzyskiego ZPN | Awans z Świętokrzyskiego ZPN |
| ---------------------------- | ---------------------------- | ---------------------------- | ---------------------------- |
| KO2                          | Korona II Kielce             |                              |                              |

| Awans z ligi okręgowej | Awans z ligi okręgowej    | Awans z ligi okręgowej | Awans z ligi okręgowej |
| ---------------------- | ------------------------- | ---------------------- | ---------------------- |
| grupa świętokrzyska    |                           |                        |                        |
| GSK                    | Granat Skarżysko-Kamienna | 1                      |                        |
| KLI                    | Klimontowianka Klimontów  | 2                      |                        |

### Tabela
| Lp. | Drużyna                       | M  | Z  | R  | P  | Bramki | Bramki | Różn. | Pkt | Uwagi                     | Bezpośrednio |
| --- | ----------------------------- | -- | -- | -- | -- | ------ | ------ | ----- | --- | ------------------------- | ------------ |
| 1   | Korona II Kielce (M) (A)      | 34 | 27 | 2  | 5  | 105    | 25     | +80   | 83  | Awans do III ligi         |              |
| 2   | Neptun Końskie                | 34 | 24 | 4  | 6  | 89     | 37     | +52   | 76  |                           |              |
| 3   | Granat Skarżysko-Kamienna     | 34 | 22 | 8  | 4  | 91     | 40     | +51   | 74  |                           |              |
| 4   | Zdrój Busko-Zdrój             | 34 | 21 | 5  | 8  | 86     | 40     | +46   | 68  |                           |              |
| 5   | GKS Nowiny                    | 34 | 18 | 9  | 7  | 63     | 34     | +29   | 63  |                           |              |
| 6   | Wierna Małogoszcz             | 34 | 16 | 8  | 10 | 59     | 41     | +18   | 56  |                           |              |
| 7   | ŁKS Łagów                     | 34 | 15 | 7  | 12 | 52     | 53     | −1    | 52  |                           |              |
| 8   | Partyzant Radoszyce           | 34 | 14 | 9  | 11 | 51     | 49     | +2    | 51  |                           |              |
| 9   | Pogoń 1945 Staszów            | 34 | 13 | 6  | 15 | 58     | 74     | −16   | 45  |                           |              |
| 10  | Lubrzanka Kajetanów           | 34 | 12 | 8  | 14 | 46     | 63     | −17   | 44  |                           |              |
| 11  | Nida Pińczów                  | 34 | 11 | 8  | 15 | 37     | 51     | −14   | 41  |                           |              |
| 12  | Łysica Bodzentyn              | 34 | 12 | 3  | 19 | 49     | 68     | −19   | 39  |                           |              |
| 13  | Alit Ożarów                   | 34 | 10 | 5  | 19 | 48     | 67     | −19   | 35  |                           |              |
| 14  | Naprzód Jędrzejów             | 34 | 8  | 10 | 16 | 36     | 58     | −22   | 34  |                           |              |
| 15  | Hetman Włoszczowa1 (S)        | 34 | 6  | 9  | 19 | 33     | 71     | −38   | 27  | Spadek do klasy okręgowej |              |
| 16  | Klimontowianka Klimontów1 (S) | 34 | 7  | 5  | 22 | 41     | 85     | −44   | 26  | Spadek do klasy okręgowej |              |
| 17  | Unia Sędziszów (S)            | 34 | 6  | 7  | 21 | 35     | 73     | −38   | 25  | Spadek do klasy okręgowej |              |
| 18  | Kamienna Brody (S)            | 34 | 3  | 9  | 22 | 32     | 82     | −50   | 18  | Spadek do klasy okręgowej |              |

## Grupa XVIII (warmińsko-mazurska)

### Drużyny
W grupie występuje 16 zespołów, które walczą o miejsce premiowane awansem do III ligi, grupy I. Ostatnie zespoły spadają do klasy okręgowej.
| Uczestnicy poprzedniej edycji | Uczestnicy poprzedniej edycji | Uczestnicy poprzedniej edycji | Uczestnicy poprzedniej edycji |
| ----------------------------- | ----------------------------- | ----------------------------- | ----------------------------- |
| SUS                           | Unia Susz                     | 2                             |                               |
| CON                           | Concordia Elbląg              | 3                             |                               |
| MAM                           | Mamry Giżycko                 | 4                             |                               |
| BIS                           | Tęcza Biskupiec               | 5                             |                               |
| ROM                           | Rominta Gołdap                | 6                             |                               |
| MRĄ                           | Mrągowia Mrągowo              | 7                             |                               |
| MIM                           | Tęcza Miłomłyn                | 8                             |                               |
| MOL                           | Motor Lubawa                  | 9                             |                               |
| KĘT                           | Granica Kętrzyn               | 10                            |                               |
| ZAT                           | Zatoka Braniewo               | 11                            |                               |
| KOR                           | MKS Korsze                    | 12                            |                               |

| Spadek z III ligi, grupa I | Spadek z III ligi, grupa I   | Spadek z III ligi, grupa I | Spadek z III ligi, grupa I |
| -------------------------- | ---------------------------- | -------------------------- | -------------------------- |
| DRW                        | Drwęca Nowe Miasto Lubawskie | 12                         |                            |
| WIK                        | GKS Wikielec                 | 18                         |                            |

| Awans z Warmińsko-Mazurskiego ZPN | Awans z Warmińsko-Mazurskiego ZPN | Awans z Warmińsko-Mazurskiego ZPN | Awans z Warmińsko-Mazurskiego ZPN |
| --------------------------------- | --------------------------------- | --------------------------------- | --------------------------------- |
| OL2                               | Olimpia II Elbląg                 |                                   |                                   |

| Awans z ligi okręgowej 2017/2018 | Awans z ligi okręgowej 2017/2018 | Awans z ligi okręgowej 2017/2018 | Awans z ligi okręgowej 2017/2018 |
| -------------------------------- | -------------------------------- | -------------------------------- | -------------------------------- |
| grupa warmińsko-mazurska I       |                                  |                                  |                                  |
| CZO                              | Czarni Olecko                    | 1                                |                                  |
| grupa warmińsko-mazurska II      |                                  |                                  |                                  |
| JIŁ                              | ITS Jeziorak Iława               | 1                                |                                  |

### Tabela
| Lp. | Drużyna                          | M  | Z  | R | P  | Bramki | Bramki | Różn. | Pkt | Uwagi                     | Bezpośrednio                |
| --- | -------------------------------- | -- | -- | - | -- | ------ | ------ | ----- | --- | ------------------------- | --------------------------- |
| 1   | Concordia Elbląg (M) (A)         | 30 | 27 | 2 | 1  | 104    | 19     | +85   | 83  | Awans do III ligi         |                             |
| 2   | Motor Lubawa                     | 30 | 21 | 3 | 6  | 62     | 30     | +32   | 66  |                           |                             |
| 3   | ITS Jeziorak Iława               | 30 | 21 | 2 | 7  | 87     | 41     | +46   | 65  |                           |                             |
| 4   | GKS Wikielec                     | 30 | 19 | 5 | 6  | 84     | 36     | +48   | 62  |                           |                             |
| 5   | Mrągowia Mrągowo                 | 30 | 17 | 4 | 9  | 61     | 30     | +31   | 55  |                           |                             |
| 6   | Mamry Giżycko                    | 30 | 14 | 7 | 9  | 52     | 39     | +13   | 49  |                           |                             |
| 7   | MKS Korsze                       | 30 | 14 | 6 | 10 | 55     | 47     | +8    | 48  |                           |                             |
| 8   | Olimpia II Elbląg                | 30 | 13 | 3 | 14 | 51     | 60     | −9    | 42  |                           |                             |
| 9   | Tęcza Biskupiec                  | 30 | 12 | 3 | 15 | 68     | 55     | +13   | 39  |                           |                             |
| 10  | Granica Kętrzyn                  | 30 | 11 | 5 | 14 | 51     | 52     | −1    | 38  |                           |                             |
| 11  | Zatoka Braniewo                  | 30 | 9  | 7 | 14 | 55     | 51     | +4    | 34  |                           |                             |
| 12  | Unia Susz                        | 30 | 7  | 6 | 17 | 42     | 77     | −35   | 27  | Baraże o IV ligę          | SUS - ROM 3:3 ROM - SUS 1:2 |
| 13  | Rominta Gołdap                   | 30 | 8  | 3 | 19 | 39     | 81     | −42   | 27  | Baraże o IV ligę          | SUS - ROM 3:3 ROM - SUS 1:2 |
| 14  | Czarni Olecko (S)                | 30 | 5  | 8 | 17 | 35     | 71     | −36   | 23  | Spadek do klasy okręgowej |                             |
| 15  | Drwęca Nowe Miasto Lubawskie (S) | 30 | 4  | 4 | 22 | 37     | 101    | −64   | 16  | Spadek do klasy okręgowej |                             |
| 16  | Tęcza Miłomłyn (S)               | 30 | 3  | 2 | 25 | 25     | 118    | −93   | 11  | Spadek do klasy okręgowej |                             |

### Baraże o III ligę
Po zakończeniu sezonu rozegrano dwumecz barażowy o prawo gry w III lidze w sezonie 2019/2020 pomiędzy 12. drużyną IV ligi, grupa warmińsko-mazurska a 2. drużyną klasy okręgowej, grupa warmińsko-mazurska II oraz pomiędzy 13. drużyną IV ligi, grupa warmińsko-mazurska a 2. drużyną klasy okręgowej, grupa warmińsko-mazurska I. Mecze odbyły się 26 i 29 czerwca 2019.
| 26 czerwca 2019 17:00 | Unia Susz · Mateusz Wiśniewski 2' · Jakub Gula 62' · Cezary Dedek 90' | 3:2(1:2)Raport | Błękitni Orneta · 10' (k) Sebastian Dzierzkiewicz · 42' Mateusz Różowicz | Susz |
|                       |                                                                       |                |                                                                          |      |

| 26 czerwca 2019 18:00 | Rominta Gołdap · Dawid Paszkowski 71' · Mateusz Litwiński 90' (k) | 2:1(0:0)Raport | Pisa Barczewo · 57' Kacper Nawrocki | Gołdap |
|                       |                                                                   |                |                                     |        |

| 29 czerwca 2019 17:00 | Błękitni Orneta · Kamil Lullies 19' · Mateusz Różowicz 75' · Maciej Krajewski 90' | 3:1(1:1)Raport | Unia Susz · 41' Krystian Staniec | Orneta |
|                       |                                                                                   |                |                                  |        |

| 29 czerwca 2019 14:00 | Pisa Barczewo · Kacper Nawrocki 51' (78) · Artur Kostrubski 57' (60) · Sebastian Krzywicki 70' · Konrad Kierstan 75' | 6:0(0:0)Raport | Rominta Gołdap | Barczewo |
|                       | |                |                |          |

Awans do III ligi, grupa I wywalczyli Błękitni Orneta oraz Pisa Barczewo.

## Grupa XIX (wielkopolska)

### Drużyny
W grupie występuje 20 zespołów, które walczą o miejsce premiowane awansem do III ligi, grupy II. Ostatnie zespoły spadają do klasy okręgowej.
| Uczestnicy poprzedniej edycji | Uczestnicy poprzedniej edycji | Uczestnicy poprzedniej edycji | Uczestnicy poprzedniej edycji |
| ----------------------------- | ----------------------------- | ----------------------------- | ----------------------------- |
| grupa wielkopolska (południe) |                               |                               |                               |
| WRZ                           | Victoria Września             | 1                             |                               |
| KEP                           | Polonia Kępno                 | 2                             |                               |
| KOŚ                           | Obra Kościan                  | 3                             |                               |
| OST                           | Ostrovia Ostrów Wielkopolski  | 4                             |                               |
| GOŁ                           | LKS Gołuchów                  | 5                             |                               |
| NSK                           | Pogoń Nowe Skalmierzyce       | 6                             |                               |
| PLE                           | Polonia 1912 Leszno           | 7                             |                               |
| grupa wielkopolska (północ)   |                               |                               |                               |
| MIĘ                           | Warta Międzychód              | 2                             |                               |
| LTR                           | Lubuszanin Trzcianka          | 3                             |                               |
| KOR                           | Kotwica Kórnik                | 4                             |                               |
| UNS                           | Unia Swarzędz                 | 5                             |                               |
| TPO                           | Tarnovia Tarnowo Podgórne     | 6                             |                               |
| NLB                           | Nielba Wągrowiec              | 7                             |                               |

| Spadek z III ligi, grupy II | Spadek z III ligi, grupy II | Spadek z III ligi, grupy II | Spadek z III ligi, grupy II |
| --------------------------- | --------------------------- | --------------------------- | --------------------------- |
| COW                         | Centra Ostrów Wielkopolski  | 15                          |                             |

| Awans z ligi okręgowej | Awans z ligi okręgowej | Awans z ligi okręgowej | Awans z ligi okręgowej |
| ---------------------- | ---------------------- | ---------------------- | ---------------------- |
| grupa Kalisz           |                        |                        |                        |
| OPA                    | KS Opatówek            | 1                      |                        |
| grupa Leszno           |                        |                        |                        |
| KKR                    | Krobianka Krobia       | 1                      |                        |
| grupa Konin            |                        |                        |                        |
| OKŁ                    | Olimpia Koło           | 1                      |                        |
| grupa Piła             |                        |                        |                        |
| OSM                    | Orkan Śmiłowo          | 1                      |                        |
| grupa Poznań (wschód)  |                        |                        |                        |
| TRZ                    | Zjednoczeni Trzemeszno | 1                      |                        |
| grupa Poznań (zachód)  |                        |                        |                        |
| SOK                    | Sokół Pniewy           | 1                      |                        |

### Tabela
| Lp. | Drużyna                           | M  | Z  | R  | P  | Bramki | Bramki | Różn. | Pkt | Uwagi                                                         | Bezpośrednio |
| --- | --------------------------------- | -- | -- | -- | -- | ------ | ------ | ----- | --- | ------------------------------------------------------------- | ------------ |
| 1   | Nielba Wągrowiec (M) (A)          | 38 | 28 | 5  | 5  | 103    | 41     | +62   | 89  | Awans do III ligi                                             |              |
| 2   | Lubuszanin Trzcianka              | 38 | 25 | 8  | 5  | 88     | 35     | +53   | 83  |                                                               |              |
| 3   | Unia Swarzędz                     | 38 | 24 | 5  | 9  | 79     | 52     | +27   | 77  |                                                               |              |
| 4   | Pogoń Nowe Skalmierzyce           | 38 | 20 | 11 | 7  | 80     | 53     | +27   | 71  |                                                               |              |
| 5   | Centra Ostrów Wielkopolski        | 38 | 19 | 7  | 12 | 73     | 53     | +20   | 64  |                                                               |              |
| 6   | LKS Gołuchów                      | 38 | 18 | 9  | 11 | 76     | 49     | +27   | 63  |                                                               |              |
| 7   | Obra Kościan                      | 38 | 17 | 8  | 13 | 53     | 47     | +6    | 59  |                                                               |              |
| 8   | Orkan Śmiłowo1                    | 38 | 16 | 8  | 14 | 63     | 58     | +5    | 56  | Drużyna wycofana                                              |              |
| 9   | Ostrovia 1909 Ostrów Wielkopolski | 38 | 16 | 7  | 15 | 56     | 58     | −2    | 55  |                                                               |              |
| 10  | Kotwica Kórnik                    | 38 | 15 | 9  | 14 | 83     | 71     | +12   | 54  |                                                               |              |
| 11  | Polonia 1912 Leszno               | 38 | 14 | 10 | 14 | 56     | 49     | +7    | 52  |                                                               |              |
| 12  | Polonia Kępno                     | 38 | 16 | 3  | 19 | 61     | 65     | −4    | 51  |                                                               |              |
| 13  | KS Opatówek                       | 38 | 13 | 9  | 16 | 47     | 66     | −19   | 48  | OPA: 7 pkt, różn. +1 TPO: 7 pkt, różn. -1 WRZ: 3 pkt, różn. 0 |              |
| 14  | Tarnovia Tarnowo Podgórne         | 38 | 13 | 9  | 16 | 60     | 73     | −13   | 48  | OPA: 7 pkt, różn. +1 TPO: 7 pkt, różn. -1 WRZ: 3 pkt, różn. 0 |              |
| 15  | Victoria Września                 | 38 | 13 | 9  | 16 | 58     | 47     | +11   | 48  | OPA: 7 pkt, różn. +1 TPO: 7 pkt, różn. -1 WRZ: 3 pkt, różn. 0 |              |
| 16  | Warta Międzychód                  | 38 | 10 | 10 | 18 | 59     | 77     | −18   | 40  |                                                               |              |
| 17  | Sokół Pniewy1 (S)                 | 38 | 12 | 3  | 23 | 45     | 94     | −49   | 39  | Spadek do klasy okręgowej                                     |              |
| 18  | Krobianka Krobia1 (S)             | 38 | 8  | 6  | 24 | 41     | 104    | −63   | 30  | Spadek do klasy okręgowej                                     |              |
| 19  | Olimpia Koło1                     | 38 | 5  | 6  | 27 | 45     | 89     | −44   | 21  |                                                               |              |
| 20  | Zjednoczeni Trzemeszno (S)        | 38 | 6  | 2  | 30 | 43     | 88     | −45   | 20  | Spadek do klasy okręgowej                                     |              |

## Grupa XX (zachodniopomorska)
W grupie występuje 18 zespołów, które walczą o miejsce premiowane awansem do III ligi, grupa II. Ostatnie zespoły spadają do klasy okręgowej.
| Uczestnicy poprzedniej edycji | Uczestnicy poprzedniej edycji | Uczestnicy poprzedniej edycji | Uczestnicy poprzedniej edycji |
| ----------------------------- | ----------------------------- | ----------------------------- | ----------------------------- |
| MOR                           | Morzycko Moryń                | 2                             |                               |
| WOL                           | Vineta Wolin                  | 3                             |                               |
| SZC                           | MKP Szczecinek                | 4                             |                               |
| GOL                           | Ina Goleniów                  | 5                             |                               |
| REG                           | Rega Trzebiatów               | 6                             |                               |
| STA                           | Kluczevia Stargard            | 7                             |                               |
| KAR                           | Sokół Karlino                 | 8                             |                               |
| GRY                           | Gryf Kamień Pomorski          | 9                             |                               |
| POL                           | Gryf Polanów                  | 101                           |                               |
| LEM                           | Leśnik Manowo                 | 11                            |                               |
| DYG                           | Rasel Dygowo                  | 12                            |                               |
| HSZ                           | Hutnik Szczecin               | 13                            |                               |
| GOS                           | Olimp Gościno                 | 14                            |                               |
| WEG                           | Sparta Węgorzyno              | 15                            |                               |

| Awans z ligi okręgowej | Awans z ligi okręgowej | Awans z ligi okręgowej | Awans z ligi okręgowej |
| ---------------------- | ---------------------- | ---------------------- | ---------------------- |
| grupa Koszalin         |                        |                        |                        |
| OWA                    | Orzeł Wałcz            | 1                      |                        |
| PPZ                    | Pogoń Połczyn Zdrój    | 2                      |                        |
| grupa Szczecin         |                        |                        |                        |
| CHP                    | Chemik Police          | 1                      |                        |
| BŁ2                    | Błękitni II Stargard   | 2                      |                        |

Objaśnienia:
1. Gryf Polanów wycofał się po rundzie jesiennej.

### Tabela
| Lp. | Drużyna                 | M  | Z  | R  | P  | Bramki | Bramki | Różn. | Pkt | Uwagi                     | Bezpośrednio |
| --- | ----------------------- | -- | -- | -- | -- | ------ | ------ | ----- | --- | ------------------------- | ------------ |
| 1   | Chemik Police (M) (A)   | 34 | 23 | 5  | 6  | 86     | 32     | +54   | 74  | Awans do III ligi         |              |
| 2   | Vineta Wolin            | 34 | 21 | 7  | 6  | 76     | 32     | +44   | 70  |                           |              |
| 3   | Olimp Gościno           | 34 | 19 | 7  | 8  | 67     | 41     | +26   | 64  |                           |              |
| 4   | Kluczevia Stargard      | 34 | 18 | 8  | 8  | 86     | 57     | +29   | 62  |                           |              |
| 5   | Ina Goleniów            | 34 | 17 | 9  | 8  | 67     | 41     | +26   | 60  |                           |              |
| 6   | Rega Trzebiatów         | 34 | 18 | 5  | 11 | 68     | 42     | +26   | 59  |                           |              |
| 7   | Sparta Węgorzyno        | 34 | 18 | 4  | 12 | 74     | 65     | +9    | 58  |                           |              |
| 8   | MKP Szczecinek          | 34 | 17 | 4  | 13 | 65     | 56     | +9    | 55  |                           |              |
| 9   | Rasel Dygowo            | 34 | 15 | 6  | 13 | 70     | 49     | +21   | 51  |                           |              |
| 10  | Błękitni II Stargard    | 34 | 14 | 5  | 15 | 89     | 71     | +18   | 47  |                           |              |
| 11  | Hutnik Szczecin         | 34 | 14 | 3  | 17 | 73     | 72     | +1    | 45  |                           |              |
| 12  | Gryf Kamień Pomorski    | 34 | 12 | 7  | 15 | 50     | 57     | −7    | 43  |                           |              |
| 13  | Leśnik Manowo           | 34 | 12 | 3  | 19 | 56     | 70     | −14   | 39  |                           |              |
| 14  | Sokół Karlino           | 34 | 9  | 10 | 15 | 51     | 65     | −14   | 37  |                           |              |
| 15  | Orzeł Wałcz             | 34 | 9  | 4  | 21 | 54     | 62     | −8    | 31  |                           |              |
| 16  | Pogoń Połczyn Zdrój (S) | 34 | 8  | 5  | 21 | 52     | 98     | −46   | 29  | Spadek do klasy okręgowej |              |
| 17  | Morzycko Moryń (S)      | 34 | 8  | 1  | 25 | 50     | 169    | −119  | 25  | Spadek do klasy okręgowej |              |
| 18  | Gryf Polanów1           | 34 | 5  | 5  | 24 | 24     | 79     | −55   | 20  | Drużyna wycofana          |              |